# BUCK-TICK 櫻井敦司とくるみちゃんの部屋
『BUCK-TICK 櫻井敦司とくるみちゃんの部屋』（バクチクさくらいあつしとくるみちゃんのへや）は、FM COCOLOで2022年10月7日から2022年12月30日に放送したラジオ番組。

## 番組概要
周年記念を迎えるアーティストがリレー形式で番組を担当する「THE MUSIC OF NOTE」で、デビュー35周年を迎えるBUCK-TICKの櫻井敦司が番組DJを担当した。番組タイトルを考える際、スタッフから他の案もあったが、櫻井から「くるみちゃん（櫻井の愛猫）はどうでしょう」と打診があり、タイトルが決定した。

## 出演者
パーソナリティ
- 櫻井敦司（BUCK-TICK）

アシスタント
- ちわきまゆみ（ミュージシャン、ボーカリスト、ラジオパーソナリティ）

鳴き声
- くるみちゃん、まるちゃん、がっちゃん（櫻井敦司の愛猫達）

## 放送時間
- 金曜 21:00 - 22:00（2022年10月7日 - 12月30日）

## コーナー
- 「FIVE YEARS」

第2回から第12回までのコーナー。櫻井敦司のこれまでのライフと世の中の出来事を振り返るコーナーとして５年ごとに区切り、ちわきまゆみからの質問や世の中の思い出話とともに櫻井敦司の言葉で語られた。
- 「くるみちゃんのともだち」

Twitterで募集され、リスナーの飼い猫の写真や名前、特徴やエピソードを紹介するコーナー。
猫を愛でる、ただ愛でるだけのコーナーで、櫻井敦司の語りと愛猫の鳴き声の録音がランダムに登場した。
Twitterに投稿されたリスナーの愛猫を褒め、最後には愛猫と友達になってほしいと言う。
募集したハッシュタグは「 #あっちゃんくるみちゃん 」。お留守番をしている他の猫が気にかかる方は「ときどきがっちゃん」「ときどきまるちゃん」をつけて投稿することを勧めた。
- 「金曜夜のドライブタイム」

ちわきまゆみとドライブや車についての思い出を語るコーナー。
櫻井敦司から「富士山の周りをぐるぐる回る」という話が第1回放送から登場する。第2回では『中央フリーウェイ』が中央高速道路で山へ向かう話、第5回では甲州街道で山梨に行く話、第7回では富士山五合目まで星空を見に行く話、第8回では特急あずさ号に目的もなく乗り行って帰ってくるだけの話、第12回目にはお正月には箱根や富士山に行っていた話、最終回の第13回も富士山の周りをぐるぐるまわる話があり、富士山の話は何度か登場した。
コーナーの最後はエンジン音が止まり、車のドアがバタンと閉まる音で終わる。
その他にも、リスナーからのメールを読むコーナーやオンエアする曲への思いを語る時間もあった。

## 放送内容

### 第1回
2022年10月7日金曜日

- 冒頭あいさつ

「こんばんは。BUCK-TICK櫻井敦司です」と始まり、メジャーデビュー35周年にて初のラジオ番組を持つこと、過去に
BUCK-TICKメンバー5人だけでラジオ番組を担当していたことがあるが一瞬で終わったこと、一人喋りが初めてでどうしていいかわからず読んでいるだけだということ、ラジオ番組の担当は3か月間だがレコーディングやツアーの間でみなさんに声を聞いてもらえるのはなんと幸せなことでしょうか、など語る。

また、タイトル命名のいきさつを「堅苦しいのもなんだなぁと思って、くるみちゃんどうでしょうと言ったらみなさん顔がパッと明るくなりましたので、これでいいんだなと思いました」「スタッフの皆さんとまじめに考えたタイトルでございます」と語っている。

その後、自身は何十年も猫と共に暮らしており、今は三匹の猫を飼っていると話す。くるみちゃん、まるちゃん、しゅが(あだ名はがっちゃん)という名で、番組ハッシュタグにも使用され、そのハッシュタグを紹介する時にたびたび笑いながら話す。

ハッシュタグはひらがなだということで、「全部ひらがなです」という言葉をさらに笑いながら紹介する。タイトルにくるみちゃんしか出てこないのでまるちゃんとがっちゃんがちょっとかわいそうですがというお叱りの言葉を受けたことから、「まるちゃんとがっちゃんを気にかける方は、ときどきまるちゃん、ときどきがっちゃんをつけてやってください。全部ひらがなです」と、一言一言に笑いをもらしながら話した。

- ちわき登場

BUCK-TICK「GUSTAVE」が流れた後にちわきがアシスタントとして登場。

ラジオ番組のタイトルを「まじめにビクタースタジオの大きな会議室で決めた皆さんの想像の斜め上」と語る。

1パートだけ一人でやってみた感想は？というちわきの質問には「ガラにもなく緊張しますね。ラジオの向こうで色んな方が聴いていると思うと余計なことを喋らないようにしようと」と答え、ちわきからは「いっぱい余計なことを喋っていただこうと思う」と返ってきた。

その後、前月9月23日・24日に行われた横浜アリーナで行われたDebut 35th Anniversary LIVE「BUCK-TICK 2022“THE PARADE”〜35th anniversary〜」についてちわきから話が出ると、レコーディングやツアーもありスケジュールが詰まっていたが、「どこかの誰かさんがコロナに感染して」と自身の新型コロナウイルス感染で療養した際に時間ができたことを挙げ、その時にメニューの流れを考えたという。2日間違うセットリストだったため、選曲についてちわきに聞かれると、色々スケジュールが詰まっており、皆が知っている曲から自分たちの色や皆と楽しみたい曲、そして新曲を織り交ぜた話をした。選曲から特別な思いや現代の日々にリアルに胸を打つメッセージ性を感じたちわきに対し、今のニュースを忘れて楽しみたい時にどうかなと最初は思ったが、聞いてくれる皆の心に何か湧き上がってくれたらいいと語った。

メジャーデビュー35周年記念日に発売されたコンセプトベストアルバム『CATALOGUE THE BEST 35th anniv.』について、ちわきはジャケットやマスタリングについても詳しく紹介した。メンバーそれぞれのジャケットについて、DISK1「RIBELO」のジャケットがヤガミトールでマスタリングはアメリカ、DISC2「GOTIKA」のジャケットが星野英彦でマスタリングはイギリス、DISC3「ELEKTRIZO」のジャケットが今井寿でマスタリングがドイツ、DISC4の「FANTAZIO」のジャケットが櫻井敦司でマスタリングがフランス、DISC5「ESPERO」のジャケットが樋口豊でマスタリングが日本、ということを紹介した。星野英彦がイギリスに合いますよねと振られた櫻井は「どうなんでしょう」と笑いながら答えた。今井寿がドイツに合いますねと振られた際は「悔しいかな合いますね」と笑って答えた。櫻井敦司が「おフランス。お似合いじゃないですか」振られた際、櫻井は「いえいえ、そんなそんな」と謙遜したような返答をする。各国のマスタリングについては「各国の今風の音なんでしょうね。リズム隊は輪郭がはっきりしている」ことをあげ、勉強になったと語っている。

今の曲作りの環境は音楽的に恵まれていること、昔は1日に100枚サインを書かなくてはいけない忙殺された忙しさがあったことを語る。オリジナルメンバーで35周年を迎えることはなかなかなく貴重なことを振られると、櫻井は「そうですよね、なかなかおみかけしません」と肯定し、ちわきから「仲がいいですよね？」と念を押すように聞かれると「いいっていうか、悪くはないでしょうね。昔みたいに四六時中ベタベタ一緒にいるわけではない、音楽を通じてやれてきていますね。いい年なんであまりベタベタしていても気持ち悪い」と笑った。ちわきとのリハーサルでは「あまりに長くいるからヤガミの萌えポイントがもうわからない」と語っていたという。

同時発売されたライブ映像作品『魅世物小屋が暮れてから〜SHOW AFTER DARK〜 in 日本武道館』についてもちわきから紹介がある。
ちわきは「長い長い拍手がずっと続いていたこと」や「ライブをずっと見たかったという思い」などに感動したことを挙げ、櫻井もその時の拍手について「熱いものを届けたいというのはすごく伝わってきました」と語っている。
それに応えたいというバンドの思いのようなものが武道館に充満した濃密な夜だったというちわきに対し「言葉がない分、心が伝わってきた」と語った。
武道館もいいが横浜アリーナも似合うというちわきには「もう…嬉しいことを」とその言葉に照れ笑いのような受け答えをした。

横浜アリーナ公演を2日間やったことについて、櫻井はピンスポットが当たることが多かったそうで、お客さんの表情が見えづらいが、それがかえって自分の世界に入り込めたことや、自己陶酔型なので魅せようという気分になったことを語る。

5人の存在感はもちろんだが、レーザーが出たりプロジェクションマッピングが出たり火が出たりと35周年ドカスカだったとちわきが振ると、スタッフ長い方が多いため、言葉では言わないが35周年をお祝いしてくれているのではと答えた。

暗闇の中に明るい光を一筋見せてもらったようだ、と語るちわきには、「やっぱりコンサートなので楽しく、メッセージの受け取り方については色々あると思うがワクワクして余韻にひたって家に帰るまでがコンサート、修学旅行じゃないですけど」と笑いも取り入れながら答えた。

- 「くるみちゃんのともだち」

初回のため、櫻井敦司の愛猫の紹介を行う。

くるみちゃんはベンガルという種類で7歳になった。毛の色は俗にいうヒョウ柄で獣という感じ、女の子で人懐っこいが度が過ぎると櫻井の体にとびかかってきてやんちゃだと紹介した。

まるちゃんはスコティッシュフォールドという種類で、最初はコロコロして可愛かったが今はおなかを出して寝ているだけの男の子で5歳、おなかが空いたらトコトコやってくるのが可愛いという。

しゅがちゃん(がっちゃん)はベンガルという種類で2歳、おっとりしている。

暗闇だとくるみちゃんとがっちゃんの区別がつかないと語る。

くるみちゃんのともだちを作るべく作られたレギュラーコーナーで、Twitter上で募集されることを案内。

ハッシュタグ「 #あっちゃんくるみちゃん 」は含み笑いをしながら読み上げる。

- 「金曜夜のドライブタイム」

アシスタントのちわきが再び登場。櫻井は「待ってました」と迎える。

櫻井は18歳から車に乗っている話に始まり、今まで何台くらい乗っていたかというちわきからの質問に対しては「数えてみると、1、2…7、8…でもそんなあれですね、1台を長く乗っていたので台数としてはそんなに多くないと思うんですけど」と思い出しながら答えた。
BUCK-TICKのレコーディングを山中湖付近で行っていたことについては、カーナビもない時代に発見と驚きと自然に癒されたため山中湖のレコーディングは苦ではなかったと語る。若いころは一日中ドライブしており、音楽を聞きながら風景が変わって、都会から逃げるように走るのが好きだったと語る。
何かを探すように運転していたこと、現実からの逃避、家族が亡くなってあてもなくさまよい富士山に癒されたこと、レコーディングの後に夜中に富士山の周りをぐるぐるドライブしていたことを挙げている。

ドライブソングとして櫻井が選曲した井上陽水の「積荷のない船」を流し、この曲を聞きながら運転することもあるという。

- リスナーからのメッセージ

リスナーからのメールが来ており、櫻井のラジオDJを「こんな日が来るとは」という内容だった。「あっちゃんがんばって」という応援メッセージに「あっちゃんがんばります」と返した。

友川カズキの「ワルツ」を流した後に、「いかがだったでしょうか。友川カズキさんのコンサートの映像を見たのですが、ギター一本でかき鳴らす。とっても衝撃的でした。“生きていると言ってみろ”という叫びというか歌というか皆さんも機会があったら触れてみれはいかがでしょう。とても心震わせます」と紹介した。

- 「週替わりのコーナー」趣味の部屋

この時間は僕の趣味の部屋ということで、と本について紹介する。
本は自分の世界に入っていけるので、読書は好きだという。
夏目漱石『こころ』を、Kという方が出てきます。はい、そこまでです、と紹介した。
沼田まほかるの 『猫鳴り』『痺れる』『ユリゴコロ』『九月が永遠に続けば』を挙げ、とても好きな世界だという。また、吉田修一の 『犯罪小説集』『国宝』『悪人』『怒り』 も紹介する。

好みの本については、あまりハッピーなものは読まない、読めない、ハッピーなものは切なくなってしまうので読めないという。是非おすすめの本があったら教えてくださいと話し、「こんな終わり方でいいのかな」とBUCK-TICKのLOVE PARADEを紹介した。

曲が終わると「初めての放送でしたが皆さんいかがだったでしょうか。いかがもなにもありませんよね。支離滅裂だと思います。選曲は、どうしたんだっていう選曲ですし猫の話ばっかりですし。35年でこんなに緊張するものだったんですね、ラジオって。勉強になります。ちわきさんのおかげでなんとかしのげました。12月までこんな感じでお届けしていきます。BUCK-TICK櫻井敦司とくるみちゃんの部屋、これからもよろしくお願いいたします。あの、まじめにやっております」と語り、BUCK-TICKのツアーが始まること、関西公演があることやラジオでツアーの様子を届ける話をして「また来週」と第1回を締めた。

【オンエアリスト】

1：GUSTAVE/ BUCK-TICK

2：さよならシェルター/ BUCK-TICK

3：猫/ THE MORTAL

4：積荷のない船/ 井上陽水

5：ワルツ/ 友川カズキ

6：LOVE PARADE/ BUCK-TICK

### 第2回
2022年10月14日金曜日
- 冒頭あいさつ

「先週初めての一人DJ、良かったのか、良くなかったのか、全くわかりません。ですが、今週もやらせていただきます。改めて、タイトルの“BUCK-TICK櫻井敦司とくるみちゃんの部屋”、この番組が始まる前にスタッフの皆さんと濃密な会議をいたしまして、考えに考え抜いたその果てがこれです。BUCK-TICK櫻井敦司とくるみちゃんの部屋、まじめに考えました。そしてこのタイトルももう笑わずに言えるようになってきました」と時折笑いながら話した。

「くるみちゃん、まるちゃん、しゅが、しゅがはがっちゃんでいいです。という三匹を飼っています。この番組は僕たち猫たちの部屋に来てもらったかのようにリラックスしてもらえたらいいなと思っています。番組ハッシュタグは#あっちゃんくるみちゃん　です。全部ひらがなです」とハッシュタグ以降を笑いながら説明した。

また、ときどきまるちゃん、ときどきがっちゃんのくだりは吹き出しながら笑って紹介する。

「それではノリノリでいきたいと思います」と、BUCK-TICKの「舞夢マイム」を流した。

- リスナーからのメッセージ紹介

「あっちゃんとくるみちゃん、すごいパワーワードすぎて」というメッセージには「全部言うと何言ってんのこの人みたいになりますよね」と答えた。

「あっちゃんくるみちゃんのルーティーンを知りたいにゃ」というメッセージには「あっちゃんくるみちゃんいつも一緒にいるわけではないんですが、甘えてくるときはもう僕のわきの下をぐりぐりぐりぐり頭で押してくるんですね。僕がかまいたいなぁというときは隠れる時が上手なので、いつもでかける時にいないってなるんですね。そんなルーティーンでございます。いかがでしょうか。僕も猫うらやましいなっていつも思ってます。一日中寝てすごしていますもんね。僕も猫みたいなもんだって言われますが」というと、くるみちゃんの鳴き声が登場し、「くるみちゃん鳴いた。やっぱ可愛いなぁ」と、笑い、引き続きメッセージをお待ちしていますとメッセージを募集した。
- 「FIVE YEARS」1971年櫻井敦司5歳の思い出

ちわきから「櫻井敦司さん、2週目、いい感じじゃないですか」と褒められると「自分の立ち位置がどこにあるのかわからなくなってしまいました」と答え、ちわきは途中から大笑いし「大丈夫です。35周年と言うことで引き受けていただきましたけど」と番組タイトルについても触れた。櫻井は「こんなもんなんですよ、いつも格好つけていますけど」と2人で笑った。ちわきから「ステージの魔王と言われる櫻井さんとは違う面を、この番組では」と言われ、「はぁ。」と答えるとちわきも「はぁ。」と合わせて笑った。

ちわきは「FIVE YEARS」のコーナータイトルについて「デヴィッド・ボウイの「FIVE YEARS」に乗せて、櫻井さんのこれまでのライフと世の中のヒストリーを5年ごとに振り返っていくコーナーです」と説明した。

櫻井は内向的で、1歳上の兄は外で泥だらけになって遊んで元気のあるタイプだったが自分は真逆で部屋の隅でぬいぐるみや人形で疑似家族ごっこで遊んでいた。

ちわきから「お友達を作るのも奥手だったか」と聞かれると「苦手というか内気で物静かだった」と答えた。

兄と対照的な兄弟で、兄の背中を見て兄にくっついてやっと人の中に入っていけるし、人見知りも凄くて「なんだお前いたのか」と言われるタイプだったという。

ちわきから「当時から目力が強かったのかなと想像しますが」と聞かれ「そうですね、昔の写真を見ると睨んでいますね、何かを拒絶しています」というとちわきは「睨んでいますか」と相槌を打ち櫻井と笑った。

5歳のころの記憶は断片的に覚えており、櫻井の父親については乱暴者で酒を飲んで暴れるような人でいつもびくびくして過ごした話、暗い部屋で震えている感じでずっとその思い出ばかりだという。

1971年について、今思うと相当昭和感の強い時代と言うちわきに「そうですよね」と話を合わせ、「今また昭和がブームだったりするけど、味のある時代だった」と振り返った。

横綱大鵬引退、銀座にマクドナルド1号店、8月の円変動相場制開始、ヒット曲として小柳ルミ子『わたしの城下町』、加藤登紀子『知床旅情』、尾崎紀世彦『また逢う日まで』などの世の中の話があり、一つ一つについて「うん、うん」と相槌を打ち、ヒット曲についてはすべてよく覚えているという。

母親が歌番組が好きで、当時の白黒テレビを「今わからない人いっぱいいると思うですけどリモコンもない時代で」など思い出しながら説明し、ちわきと当時のテレビあるある話をするように「テレビまで歩いて行ってね、パチパチ、しかも映像出るまでに」とちわきが言うと「あっ、時間、結構かかりましたね」と話を弾ませた。櫻井は「よく、叩いてね」と、テレビが映らない時にテレビを叩いた思い出などを語った。アンテナが家の中にあった話をちわきがすると「ありました、ありました。それで遊んでいるとすっごく怒られて」と笑いながら話した。

母の影響で歌番組を見ていたのかという質問に、「そうですね、ほんっとに好きでお母さん見てて。僕はどっちかというと子どものマンガとか見たかったんですけど、お付き合いで見せられていましたけど、それが今に至って、メロディーとかやっぱり昔の曲っていいんだなって思います」と語った。

このコーナーのBGMとして流れていた『知床旅情』について、今聞いてもいい、じんと来ますと語っている。

洋楽のスリー・ドッグ・ナイトの「ジョイ・トゥ・ザ・ワールド」、ロッド・スチュワートの「マギー・メイ」、キャロル・キングの「イッツ・トゥー・レイト」を挙げたちわきに対し、「今思うとこれかと思いますが、5歳には洋楽というものがわかっていなかった」と語った。
昭和をイメージした曲として櫻井は藤圭子の「圭子の夢は夜ひらく」を紹介した。

歌が終わると、ちわきは「歌の世界が櫻井と重なる」と言い、「幼少の時に植え付けられたんだと思います」と答えた。

- 「くるみちゃんのともだち」

「今日まず1匹目の猫ちゃんは、ちわきミトンちゃん」とちわきまゆみの弟の愛猫を紹介。
種類はヒマラヤンの長毛で、写真を見て「とても優雅な気品が漂っている。気高そうですね。僕も昔ヒマラヤンを飼っていたことがありまして全然違うなって。僕が飼っていたのは玄関マットと同じ柄になっちゃってよく踏みそうになっていた」と笑って語った。
ちわきから「あっちゃんの口から“ちわきミトンちゃん”と。本当にうれしいです。この喜びを皆さんにもお分けしたい」と募集へつながる振りがあった。
猫ちゃんの写真やお名前、種類、特徴がありましたら「#あっちゃんくるみちゃん」をつけてツイートしてください、と募集した。
また、リスナーからのお便りで、櫻井の似顔絵について「僕の不吉な似顔絵と可愛い猫ちゃんの絵」や「僕が白い被り物をしていますけどいいですね、かぶってみましょうか」「これは王道のイケオジ、イケメンじゃないかイケジジイ、チケットが取れたのでって風にイラストをいただきました」など絵の感想も言いつつ紹介した。
- 「金曜夜のドライブタイム」

幼少期のスーパーカーブームの話から、頑張って仕事をしてスーパーカーに乗れた話をした。ゴーカートのような車も持っていたことがあるという。ずっとマニュアル車に乗っていてオートマは楽してるみたいな感じだったが、今ではオートマしか乗れない、楽でございます、と語る。松任谷由実『中央フリーウェイ』について、中央高速道で山に向かうところがいいという話をする。
- 「週替わりのコーナー」今夜の一杯

第2回放送で週替わりのコーナーとして紹介された。芋焼酎の魔王、赤ワイン、バローロなどが好きだと挙げていた。酒に欠かせないものとして音楽を挙げている。つまみとして、赤ワインにはチーズ、焼酎にはこの時期はおでんがいいと言っている。

【オンエアリスト】

1：舞夢マイム/ BUCK-TICK

2：圭子の夢は夜ひらく/ 藤圭子

3：Slave to Love/ Bryan Ferry

4：中央フリーウェイ/ 荒井由実

5：さよならべいべ/ 藤井風

6：夜明けのスキャット/ 由紀さおり

7：ダンス天国/ BUCK-TICK

### 第3回
2022年10月21日金曜日
- 冒頭あいさつ

「#あっちゃんくるみちゃん」がTwitterトレンド最高3位になったことを報告した。「これはどう捉えたらいいでしょうか。自分でも何が起こっているのかまだわかっていない状態でございます」と語った。
その後、番組に寄せられたメッセージを読み上げる。放送日が今井寿の誕生日だったため、「21日は今井さんのお誕生日ですね。ツアー中ですがお祝いされるんでしょうか。今までメンバーの皆さんにいただいたり贈ったもので印象に残っているものを教えてください」という質問に対し、「この場をお借りして言わせてもらいますが、今井さんばっかりなんですよね、ツアーで祝っていただけるのは。僕とかユータもそうなんですけど、ユータってベースのユータくんなんですけど、1月と3月生まれで、僕３月生まれなんですけど、この時期はいつもレコーディングだとか内にこもった作業が多いのでお祝いは無しです。何故かいつも秋のツアーで今井さんに当たる。それだけで幸せなんじゃないでしょうかね」と語る。「ステージでみなさんに歌ってもらったりHAPPY BIRTHDAYしてもらっていますけど、今コロナなんで声は出せないので気持ちだけあげてください。僕も気持ちだけあげます」と少し笑いながら続けた。

また、リスナーからのリクエストで、リスナーの名前を一人一人を読み上げ、「僕も聞いていただきたいと思っています」とBUCK-TICKのJUST ONE MORE KISS Ver.2021を流した。
- 「FIVE YEARS」1976年櫻井敦司10歳の思い出

ちわきの登場を「お待ちしておりました…助けてください」と迎え入れる。
超内向的な性格は変わらない話を、当時のヒット曲と交えて語る。ちわきから、10歳の櫻井敦司について「どんなお子さん？」と聞かれると、「なんの代わり映えもなく超超内向的になっていきます」と答える。小学生になりましたけども、とちわきに振られると、「友達を作るのはあまり得意ではなかった」と答えた。
好きな学科は？と聞かれると、「う～ん」と言いながら少し考え、「国語はなんとなく。自分の物語の中に入っていくというのいうので、わりと好きと言うか」と答えた。本を読むのは好きで、この頃から妄想、空想、妄想癖があったと答えた。音楽は自身の母親が歌謡曲を聞いていたのを隣で聞かされて、だんだんと曲の好みが出てきたり歌手のうまさがわかってきたという。

世の中の出来事として、ロッキード事件、記憶にございませんという言葉もこのころのようだというちわきに「ありましたね、はい」と相槌を打ち、アントニオ猪木対モハメド・アリによる異種格闘技戦には「テレビで見ていた」と話す。アントニオ猪木の寝技でモハメド・アリの足を狙うアリキックについて、「なんと形容していいのかわからない戦い、その場で考えたのか作戦だったのか知りたい」とちわきと話した。ヒット曲としてイルカ (歌手)『なごり雪』、中島みゆき『時代』、太田裕美『木綿のハンカチーフ』、ABBA『ダンシング・クイーン』、QUEEN『ボヘミアン・ラプソディ』、ウイングス『心のラブソング』などをちわきが紹介。

10歳の櫻井にとっては学校より家庭がすべてであり、そこから救ってくれたのが音楽であった。特にイルカ (歌手)の『なごり雪』はリアルできいており、思い入れがあるという。

ちわきからの歌の世界に行きたいという気持ちがあったのかという質問に対し、引っ込み思案で人前で自分が何かをするということを考えていなかったことや目立たないようにしていたことを挙げ、そう感じたことはなかったと答えた。授業中は目立たないように、先生に当てられないように微妙に体の位置をずらしていて、いるのかいないのかわからないと通知表に書かれていたと語る。その後だんだん変わっていくことになる、というちわきに「まだ10歳のころは本当に超超内向的で夢ばっかり自分の空想を描いていた」と答えた。昭和の時代の物悲しさ、陰鬱な雰囲気がある反面、大人たちはパワフルでがむしゃらで、その時代の子どもであり、家庭内の暗い部分や幼少期の暗い思い出が今のアーティスティックな部分に影響を与えていることも語っている。
当時活躍していたロック御三家のCharについて、大人になった時に話す機会があり、嬉しかった思い出を語っている。
また、Charから「演奏するの嫌だったよ」と聞いた時、大人の世界を感じたそうで、自分の思い描いた音楽というのがプロモーションやテレビ番組になると少し歪曲されてやらなければならない時代だったのではないか、と語った。
ロック御三家の世良公則に10年前に会ったこともあるそうで、ガッチガチになって何もしゃべれなかったことを語る。「昔、シングルレコードをたくさん持っていました」と伝えたところ、とても優しい声で「おお、ありがとう」と言ってくれた、と嬉しそうに話した。
原田真二には会ったことがないという。櫻井敦司の初めて買ってもらったレコード『キャンディ (原田真二の曲)』をオンエアした。この曲へのリクエストも来ていたそうで、「いい曲ですよね」とリスナーの名前を呼び、語りかけるように話した。
- 「くるみちゃんのともだち」

応募してきたリスナーのTwitterネームに少し笑いながら、リスナーから寄せられた黒猫の写真について、「真っ黒で可愛いですね、耳がピーンとして。こういう黒猫、絵になりますよね」と絶賛した。「黒猫も欲しいがすでに3匹いるので、黒猫は次の機会に」と言うと、がっちゃんの鳴き声が登場し「がっちゃん…がっちゃん鳴いた…」と嬉しそうに発言した。

愛猫のがっちゃんの鳴き声をやっと録音できたため、この回から放送し、「どんな印象でしょうか？印象も聞かせてください」と反応を求めた。
コーナー専用ハッシュタグ「#くるみちゃんのともだち」誕生。

櫻井からのリクエスト曲として、「これから寂しい秋が来る。心に傷のある私、あなた、癒されてください」と 因幡晃のわかって下さいを流した。

2匹目の猫として、くるみちゃんと同い年の7歳の猫を紹介する。BUCK-TICKの2018年のツアーNO.0で販売されたグッズの猫じゃらしが大好きで10本買ったがもう在庫がないのでまたグッズとして販売して欲しい、というリクエストに、僕が可愛いのを考えますと答えた。
- 「金曜夜のドライブタイム」

「いい車ですね」というちわきの言葉でコーナーが始まり、押し殺すように笑ったのち、「ええ、そうですね」と答える。
今はいい車の櫻井さんですけれど、とちわきが言うと櫻井は笑って相槌が打てなかった。そののち、バンド初期のころの機材車を櫻井が運転していた話をする。櫻井は運転が大丈夫な方で、他のメンバーを「みなさん、だいじょばない人だった」「免許持っていない人もいたし東京を運転なさったことがないというだいじょばない人もいた」と笑って語っている。

ちわきから「バンドマンの一番大事な友達というべきハイエース的な」と聞かれると、何万kmも走っているボロッボロの安いハイエースをバンドメンバーでお金を出して買った話をする。
そのハイエースに機材を積み込み、メンバーとローディーを乗せ、自分たちで地方のライブハウスにお願いして、地元のバンドに手伝ってもらい「トップバッターでいいんで出させてください」とお願いしたという。今となってはいい思い出だが当時は食うに困って悲惨なものだったという。

皆が想像しているようなキラキラしている今とは違う状態だったことや、東名高速道路でもう少しでサービスエリアという辺りでボロボロのハイエースがガス欠で止まってしまった話などをした。その時はレンタカーとハイエースの2台で移動しており、櫻井はレンタカーに乗っていた。ハイエースが待てど暮らせど来ず、向こうから路肩をのろのろやってくるハイエースが見えたという。ハイエースチームがサービスエリアまで来た話は始終笑って話した。古いハイエースを運転しているうち、櫻井はガソリンを少なく使う運転方法などを会得したそうで、「アイドリングの時点でギアを入れ替えていく」と具体的に説明した。バンドのスタートを「泣き笑い」と例えた。ちわきが「今はこんなにキラキラしているけどそんな時代もあった」というと「キラキラしてもいないんですけどね」と笑いながら謙遜し、「渋い感じに？でもステージではキラキラして素敵ですけど」と言われると控えめな声で「ありがとうございます」と返事をした。

ドライブソングとして、根津甚八 (俳優)のテレビドラマ(あまく危険な香り (テレビドラマ))のオープニング曲 山下達郎のあまく危険な香りを流した。
- リスナーからのメッセージ紹介

以前に櫻井とテレビ番組で共演したヒロシが猫を飼い始めた話題であり、アドバイスを、というものだった。「実は横浜アリーナ公演にも来てもらい、猫を飼う話があった」と話した。アドバイスとして、なるべく一緒にいればいるほど思い出が増えるし、どんどん愛情が増えるしキャンプに行けないんじゃないか、インドアになるんじゃないかと答えた瞬間にがっちゃんの鳴き声が登場し「ずるいタイミング」と笑う。くるみちゃんよりもがっちゃんの方が太い声をしている、野性的なのかな？と言い、今度はまるちゃんの声も録りたいと語った。
その後、泉谷しげるの「翼なき野郎ども」を流す。
- 「週替わりのコーナー」Twitterからのメッセージ

「櫻井さんにお勧めの本」ということで原田マハの『サロメ』を紹介された。櫻井はオーブリー・ビアズリーの表紙の絵と共に気に入っているそうで、「もし読まれていない方はぜひ手に取っていただきたい」と櫻井からもお勧めの本だという。
最後にBUCK-TICKのMement moriを流した。
また、リスナーからのリクエストで「くるみちゃん、まるちゃん、がっちゃん3匹も出演してください」とのリクエストに「叶わぬでしょうね。スタジオがめちゃくちゃになりますね」と笑った。
その後、「もう3週目になりますか。全く慣れませんね。しどろもどろでお聞き苦しくて申し訳ありません。次あるかどうかわかりません。次頑張ります」と言い、BUCK-TICKのツアーについて関西公演を中心にスケジュールを案内し、「みなさん素敵な週末をお迎えください」と囁くように語って3回目を終えた。

【オンエアリスト】

1: JUST ONE MORE KISS Ver.2021/ BUCK-TICK

2: キャンディ (原田真二の曲)/ 原田真二

3: わかって下さい/ 因幡晃

4: あまく危険な香り/ 山下達郎

5: 翼なき野郎ども/ 泉谷しげる

6: Mement mori/ BUCK-TICK

### 第4回
2022年10月28日金曜日
- 冒頭のあいさつ

「明日はひさびさの関西、神戸に行きまーす。空元気を出してみました」というあいさつに始まり、翌日のコンサートのために神戸に行くという話をしている。神戸にはチャーリー・コーセイの店があり、BUCK-TICKとして遊びに行ったこともあり、神戸公演に家族で来てくれたこともあるという。

リスナーからの質問で「アリーナのライブを拝見しました。櫻井さんの腕がたくましくなっていましたが何か筋トレをしていますか？」や「筋トレやヨガをしていますか？」と筋トレの質問が複数きていた。筋トレは続かずコンサートの前に独学のストレッチをしている話をしている。「スタイルを維持しているが若さの秘訣は何ですか？」という質問に対し、若くないと謙遜しながらも秘訣は歌うことと語っている。
「今日の一曲目で」と言ってBUCK-TICKの「Romance」を流した。
- 「FIVE YEARS」1981年櫻井敦司15歳の思い出

こんばんは、というちわきの声に「ちわきさんが入ってくるとグッとしまりますね」と迎え入れた。15歳の櫻井敦司の思い出、ということで、ちわきから「多感、反抗期」とのキーワードが出たが、反抗期らしきものはなかったと語る。中学生になった櫻井敦司さんはどんな感じだったんですか？というちわきに対し、「今までずっと内向的を売りにしてきましたが、15歳にして、相変わらず内向的です」と答える。中学校ではメンバーとの出会いがあったのかというちわきに対し、BUCK-TICKメンバーとはまだ出会っていないことを語る。女子が気になって気になって仕方がなかったこと、好きな女子がいたが恥ずかしくてモジモジしてしまったこと、女子と話をすることはできなかったこと、男友達とは話せるけど女の子としゃべるなんてとんでもなかった話などをする。櫻井には兄貴と父がおり、家にいる女性は母親だけで女子の免疫がなかった。また、母親からは櫻井自身を「女の子だったらよかったのに」とよく言われており、「だからこんなになっちゃったのかもしれない」と笑った。ちわきから、男の子は気になる女の子にいじわるしちゃったりするが、と聞かれると、今だったらできないけどスカートめくりとか放課後に好きな子の笛を吹くとかあったようだが自分はできなかった、その反動が今きていると笑って答えている。
ちわきは世の中の出来事として、チャールズ皇太子とダイアナ (プリンセス・オブ・ウェールズ)結婚、コンビニエンスストアのファミリーマート開業、スペースシャトル・コロンビア打ち上げ、貸しレコード店大流行を挙げる。貸しレコード店について櫻井は「こんなに安いのか」と思ったが、レンタル料金だったという。ちわきからの、そういうものを借りませんでしたか？という質問に対しては「あまりお金も持っていなかったので、借りるってより友達から借りていました」と答えた。なめ猫については、猫の好きな櫻井さんとしては、とちわきに振られるとグッズを持っていたと答えた。ヒット曲として五輪真弓『恋人よ』、松任谷由実『守ってあげたい』を挙げると、「守ってあげたい」はシングル盤を持っていたという。ほかに寺尾聰『ルビーの指環』、竜鉄也『奥飛騨慕情』、近藤真彦『スニーカーぶる〜す』、キム・カーンズ『ベティ・デイビスの瞳』、ダイアナ・ロス＆ライオネル・リッチー『エンドレスラブ』、ケニー・ロジャース『レイディ』、映画は『エレファント・マン』、『ブルース・ブラザーズ』をこの年と作品として挙げている。このころの櫻井のミュージックライフは、とちわきに聞かれると、櫻井はベストテン番組をよく見ていた話をした。沢田研二については「綺麗、美しい、色気がすごい、歌も素晴らしい、何とも言えない甘さとかたさ、素晴らしい声」と絶賛している。エキゾティクスについても、ちょっとロカビリーっぽい曲もあり、それに加えてニュー・ウェイヴ (音楽)な感じもあったので「めちゃくちゃ好きだった」という。表現する側に行くことについて、そのころはまだまだ憧れであり友達の家で友達のお姉さんから洋楽を知るようなそういう段階だったと語る。テレビを見てやってみたいと思ったことは？というちわきに対しては、別の次元で別の世界だと答えた。櫻井は「中学生の時に音楽室に忍び込んでドラムを叩いて怒られた」と語っている。当時、ドラムは身近にある楽器だったという。今でも叩くことがあるかと聞かれると、今は叩かずヤガミトールのドラムセットの椅子にちょこーんと座ることもあると語る。
今日の選曲を紹介するにあたり、冒頭のチャーリー・コーセイについて再び話題に上がる。チャーリー・コーセイの店についてどんな店かと聞かれると、最初に行ったときは広くて開放的な店で、二回目に行ったときは自分でギターを弾いて楽しむようなプライベートな空間で居心地のいい店で贅沢な経験だったことを語る。
また、テレビアニメルパン三世については、峰不二子のことを「同世代の男性にはグッとくると思う」と語り、アニメだけど大人な世界だったという。
曲が終わると、ちわきから「明日は神戸ですね、神戸国際会館、みなさんお楽しみに」と案内があると櫻井は「行きまっせ」と言い、ちわきと櫻井は笑った。
- 「くるみちゃんのともだち」

リスナーからの猫でシャムネコを紹介する。「かごに入っていますけど、可愛いですね、この鼻が真っ黒で」と、メッセージと交互に感想を加えながら読み上げる。
くるみちゃんのお友達になれるかにゃ？というメッセージに「にゃれます！」と答え、がっちゃんの鳴き声が登場し、「がっちゃんが友達になります」と言った。
また、「猫といえばロバート・スミス (ミュージシャン)、違うか。僕もリクエストしたんですね」と他にもリクエストをしたリスナーの名前も挙げ、「東京都の櫻井敦司さんからのリクエストで」とThe Cureの「The Love Cats」を流した。
2匹目の猫として、シンガプーラを紹介する。「くるみちゃんのお友達、『なるよ～』っていう感じでしたかね。『なるよ～』って」と笑う。
- 「金曜夜のドライブタイム」

ちわきの「乗っていい？」に櫻井が「いいよ」と答え、車の走りだす音がし、「今週もドライブしましょうかね」「ああ、行こうか」とのやり取りが行われる。その後、ちわきと櫻井の小さな笑い声があり、ちわきから「いきなりの小芝居、失礼しました」とコーナーが始まる。最近は櫻井が車でラジオを聞いていると話が振られる。2011年の東日本大震災を機に、車を運転していると外の状況がわからないため車ではラジオを聴くようになったと語っている。またバンド黎明期の車のBGM用にカセットテープを編集していた話を「RECとPLAYを同時に押す作業」と具体的に語った。どんな曲を聴いていたかと聞くちわきに対し、地元の先輩のBOOWYを挙げる。氷室京介については先輩であり恩師も同じ先生であるため「お前も氷室と同じで言うことを聞かない」と言われたという。氷室京介の伝説についてちわきから質問があると「伝説ありますが、ちょっとラジオで言えないような氷室さんの名誉にかかわる、いやでも、真面目な…真面目と言ったら逆に怒られる」と時折声を強めたり何と言っていいのかわからないように言葉を選びながら笑いながら話した。デートミュージックを作ったかというちわきからの質問に対しては、「下心バンバンで」カセットテープを編集したという。ラブな感じを醸し出す、それはBOOWYとかTHE MODSじゃないよね？というちわきに対し、「中にはロマンチックな曲もございましたから、そういうのを狙って、これでいけるかなみたいな」と楽しそうに語る。群馬は車社会なので、そこら中にナンパをする輩が車でうろうろしており、歩いている女性をナンパしたという。車同士で公園に集まったりするんですよ、と説明した時、小さい声で「何言ってるんだろう」と笑った。ちわきは「いやいや面白いです」というと櫻井は「女の子も、いい男いないかなみたいな」と説明した。女子もめかしこんで「いい男いないかしらぁ～」みたいな感じで、と櫻井が言い、ちわきは「面白そう～！行ってみたい」というと櫻井は「ハハハ！」と高らかに大笑いし、「今も」というと「今もあるんですかね」などたいそう盛り上がった。今もあるんじゃないですかね、車がないと生活できないし、と言っている。
ドライブいいですね、とちわきから話があると、一人のパーソナルな空間でもできるし、みんなでワイワイ、今は家族でと運転は好きだと語っている。
回を重ねるごとに好評となったちわきと櫻井の小芝居が始まったのはこの回からである。
今日はサイケデリックな曲を選んでいただきました、とちわきから振られ、昔から大好きだという The Doorsの「People Are Strange」を流した。
- リスナーからのメッセージ紹介

本日男の子を出産した、というリスナーからのメッセージを紹介した。
お産中、好きなBGMをかけていいというのでもちろんBUCK-TICKを用意したというリスナーに、「ありがとうございます。大丈夫ですか？うちらで」とメッセージと感想を織り交ぜながら読み上げた。
息子が出てきた瞬間にかかっていた曲がAlice in Wonder Undergroundで絶妙なアンサンブルで感動したという。「うちらのBGMで大丈夫ですかね、とにかくおめでとうございます」と言い、名前を再び読み上げ「ありがとう」と言った。
その後、もうすぐハロウィンですね、と言い、 Marilyn Mansonの「This Is Halloween」を流した。
- 「週替わりのコーナー」おすすめの映画

リスナーからおすすめの映画を教えてというリクエストがきていたため、『太陽がいっぱい』を挙げる。小さいころ、アラン・ドロンの美しさにひかれたという。ストーリーももちろんいいが、危うさがあってすごく好きな俳優だ、と語る。あんな顔に生まれたらどんな人生なんだろうと幼心に思ったという。ベトナム戦争の『地獄の黙示録』も挙げている。
色々あるがみなさんも教えてください、と言っている。
また、リクエストを送ったのが高崎在住ということに気が付き、「あ、これ高崎の人ですね、群馬県高崎市」と言っている。
今日のラストソングとしてBUCK-TICKの「Rain」をかけた。
曲が終わると、リクエストを送ったリスナーのメッセージを読み上げた。
「Rain」が大好きだからコンサートでぜひやってほしいというリスナーには「やりますよ～」と答えた。
あっちゃんを30年以上大好きだというメッセージに「わ～お」と笑って答え、「このまま大好きでもいいですか」と読み上げ、「どうしよっかなー」と笑い、「お願いします」と答えた。
「そろそろ4週目お別れのお時間です。まだまだお聞き苦しい点が多々あるとは思いますが最後まで聞いていただいてありがとうございます。何回やっても慣れないですね。声は震えるわ、しどろもどろになるわ、ちわきさんに助けてもらってようやくここにいられます。また来週会えるかにゃ。だんだんふざけてきたぞ」というと、終わりに「にゃーん」と猫の鳴き声が入る。
最後にBUCK-TICKの関西公演のお知らせをし、4回目を〆た。

【オンエアリスト】

1： Romance/ BUCK-TICK

2： ルパン三世主題歌 2/ チャーリー・コーセイ

3： The Love Cats/ The Cure

4： People Are Strange/ The Doors

5： This Is Halloween/ Marilyn Manson

6： Rain/ BUCK-TICK

### 第5回
2022年11月4日金曜日
- 冒頭あいさつ

リスナーから「ツアー中に欠かせないものは」という質問に対し、「お酒がないと動きません、ガソリンです」と語っている。
高崎公演に行く予定だという群馬県のリスナーから「故郷で、今と昔で変わったところは？」という質問に対し、「街並みがだいぶ違いますね」と答えている。僕が生まれたところはあまり変わっていないが、昔は水田と桑畑ばかりだったが今は色々な商業施設ができていてここは本当に藤岡なのかと思うことがある。しかしちょっとはずれるとやっぱり藤岡らしくほのぼのしている、と答えた。
複数のリスナーからのリクエスト、そして櫻井本人からもリクエストとのことでBUCK-TICKの「BOY septem peccata mortalia」を流した。
- 「FIVE YEARS」1986年櫻井敦司20歳の思い出

「今日振り返るのは1986年、櫻井敦司さん20歳。もう20歳はBUCK-TICKやってらっしゃるんですよね」というちわきに「ええ、BUCK-TICKしてました」と答える。
高校に入学してからのメンバーとの出会い、それから20歳までの思い出も語る。
櫻井は出身校の群馬県立藤岡高等学校を「ガッチガチの男子校」と語っている。最初に出会ったのは同級の今井寿であり、1年生の時に同じクラスになった。その時は遊ぶ仲間が違い、櫻井は他校の生徒と遊んでいた。今井寿は華奢で真面目だったという。その翌年、星野英彦と樋口豊が入学し、今井寿の仲のいい友達と一緒に今井寿の実家である今井商店で5人でバンドを組む話になった。櫻井はドラムを担当し、高校3年生の時にはアマチュアバンドとして地元で練習したりコンテストに出ていた。
その当時はBOOWYはデビューしており、氷室京介のことを「本当の高校の先輩、真面目な先輩、カッコいい先輩」と語っている。
BUCK-TICKの前身バンド「非難GO-GO」についてちょっとくせのあるようなバンド名と語っている。ちわきは改名後のBUCK-TICKというバンド名について「すごくよくできている」と言い、櫻井は「今井さんのセンスですね」と答えている。
ドラム時代の櫻井はボーカルを志望するようになり、ヤガミトールのバンドでボーカルをやらせてくれと頼む。そのことについて「アニイのバンドにボーカルをやらせてくれって直談判に行ってやんわり断られた。BUCK-TICKのドラムがいなくなっちゃうよって言われて、ショボショボ帰っていきました」と語っている。しかし色々なタイミングが重なって、BUCK-TICKのボーカルを替えたいという話が今井寿と樋口豊から出ており、藤岡にいる櫻井に電話がかかってきた。次のボーカル候補者は地元のアマチュアバンドの後輩だった。ボーカルとしての経験があるその候補者に対し、櫻井は経験も実績もなく歌っている姿を見せたこともなく、最初は心配されたが櫻井は押し通したという。
今まで内気だった櫻井がバンドを組むことも驚きだが、ボーカルをおすことも驚きだったのではというちわきに、その時は父親も亡くなっていて、自分の人生このまま中途半端でいいのかと考えるようになったと語った。みんなにくっついてドラムをやっているだけだったが先頭に立って燃え尽きたかったという。
ドラムが抜けるため、アマチュアバンドを辞めて働いていたヤガミトールを、実弟の樋口豊が無理やり引っ張ってバンドに加入させた話をする。櫻井は「弟が兄貴を『行くぞ！』って」と笑いながら繰り返した。
ちわきが「ゆうた君にそういう部分があるんですね」というと櫻井は「ゆうた君はもうあれですよ、根性ありますから。やんちゃですよ」と語る。ちわきが「私たちが見ているといつも笑顔で」というと「あれに騙されてはいけません。あれはかりそめの、うその姿です」と笑った。その時は櫻井はまだ地元にいて仕事もせずぷらぷらしていたという。自分はボーカルになりたい、東京に行きたいという気持ちは何となく伝えてはいたが、自分が東京に行ってしまったら母親と兄だけになってしまう上に母親は心配性なので何となく中途半端にいた。最終的には「いいよ、行ってらっしゃい」と言ってくれて家出同然で東京に出たという。
上京時は女の子の家に転がり込んで、絵にかいたようなひもという立ち位置だったという。アルバイトを始めては辞め、始めては辞めをしていた。新宿小田急百貨店地下の婦人靴売り場に履歴書を持って行った。接客業をしたことがなかったが、裏方で何かしていたらいいのかと思っていたら接客するように店長に言われた。「櫻井君、接客業なんだから、お似合いですねとかサイズをお出ししますよとか言わなきゃダメだよ」と言われ、棒読みで「お似合いですね」と言っていたという。
また、世の中の出来事として、ハレー彗星大接近、ファミコンソフト「ドラゴンクエスト」発売を挙げる。ドラゴンクエストについては、なけなしのお金をはたいて買ったという。空前の猫ブーム、映画「子猫物語」、マンガ「ホワッツマイケル」については、「チャトランと、踊る猫ですよね」と笑う。ヒット曲として石井明美『CHA-CHA-CHA』、少年隊『仮面舞踏会』、プリンス『KISS』、バナナラマ『ヴィーナス』、音楽テレビ番組のミュージックステーションがこの年の10月から放送開始などをちわきが紹介する。また、BUCK-TICKの活動としてインディーレーベルの太陽レコードから1stシングル「TO SEARCH」が発売されたことも挙げられる。
ライブハウスで自分たちのワンマンライブができるようになるとレコード会社の方が見に来るようになり、そこで出会ったのが太陽レコードの社長だったという。その当時はインディーズが流行り始めたころで、まずはインディーズなんだという流れがあったという。そこで、ガス欠と戦いながらおんぼろのBUCK-TICK号で地方を回るようになったという。
この5人が出会い、この5年で櫻井はだいぶ変わったとちわきから振られると「自分から何かをやりたいという衝動は自分の中でも初めての感情だった」という。それはそのあとも続いて現在に至る、というちわきの話には、「刹那的であったり、そういうのはずっと変わっていないけど周りの状況はめまぐるしく変わった」と返した。
そして、櫻井が好きなアーティストと言えば、といってDavid Bowieの名が挙げられる。ソロの時にカバーしたことを挙げ、10代のころから好きなDavid Bowieさんです、と言って「Life On Mars?」を紹介した。
曲が終わると「激動の二十歳、成人式はやったんですか？」という質問に「一応地元で、貸衣装に身を包み」と答える。燕尾服を着たが、そういうのも嫌だったが一応やっておけということでやったという。写真はないのかというちわきの質問に「もうないんじゃないでしょうか。あっても燃やすと思います」と笑い、ちわきは「燃え尽きてしまえ～」と前述のボーカルへ志願した時の櫻井の話から言葉を借りて話を合わせた。
- 「くるみちゃんのともだち」

いつも舌をしまい忘れてしまうんだ僕は、というリスナーの猫を紹介する。猫が舌をしまいわすれてしまうのは猫あるあるで、リスナーの猫は黒猫で、赤い舌がコントラストになっていて赤さが際立っていることを挙げる。
櫻井家の愛猫は、くるみちゃんがいつもアホみたいな顔でベロをしまい忘れるという。毛づくろいして忘れてしまい、舌が乾いてどこかに引っかかっているようで写真を撮ろうとするが、写真を撮ろうとするとベロをしまい忘れていることに気が付いて引っ込めてしまうという。笑いながらその話をしていると、くるみちゃんの鳴き声が登場し、「タイミングずるいですよね」と笑う。最近ツアーで家を空けているから新鮮ですよね、と嬉しそうに笑った。
2匹目の猫として、リスナーの愛猫のマンチカンを紹介。車のハンドルが写真に写っており、「すごく格好いいハンドルが見えて、ハンドルに手をかけていて可愛い」と言っている。「あっちゃんと同じで車が好きです。運転中はケージに入っています。くるみちゃん、まるちゃん、がっちゃんはドライブ好きですか？」という質問に「近所に動物病院があるんですけど、ケージを出した瞬間に誰もいなくなります。こういうお宅、たくさんあるんじゃないですか」と笑いながら答える。
この回から櫻井の愛猫のまるちゃんの鳴き声が登場する。やっと録音できたという。のどの音を「ぐるぐる」と言い、寝ている時にこれをやられると癒しどころか寝られないという。
- 櫻井敦司からのリクエスト曲

土屋昌巳との思い出を語る。土屋の経歴を「元ジャパン (バンド)というイギリスのロックバンドのギタリストでもあり、一風堂 (バンド)」のボーカリストでもあります」と紹介した上で、土屋から歌詞を書いていただけませんかと要望があった話をする。「あの一風堂の土屋昌巳さんからそんなことを言われるなんて身に余る光栄」だと思い、最初は歌詞を2曲書いていたらどんどん燃えてきて、土屋から「櫻井さん、一緒に歌うってことは可能でしょうか」と聞かれ「恐れ多いですけどすごく光栄なことです」と答えてまず1曲、最初は掛け合いのように歌ったという。もう1曲は「櫻井さんに歌っていただきたいんですが」と言われ、その日から眠れなくなってしまったという。
大好きな曲です、土屋さんありがとう、と言い、土屋昌巳の「小さな森の人」を紹介した。
土屋さんとこの作品を残せたのは一生の思い出と語っている。
- 「金曜夜のドライブタイム」

ちわきとの小芝居では「今日はどこ行く？」と聞かれ「甲州街道でも行こうかな…甲州街道はもう秋なのさ」と答える。ちわきは「いつも笑いますね、このコーナー」と言うと櫻井も笑う。
リスナーからの質問で、おすすめのドライブコースを聞かれ、上毛三山の話をふられる。ちわきに、走りに行きました？と聞かれると「行きましたね～その当時。車を買ってもらった、まだそんな身分ですね。スカイラインっていうのに乗って、東京から関越に向かっていると赤城山がどーんと迎えてくれて、その奥に行くと伊香保温泉があって、その奥に榛名富士、富士山の形をした榛名富士と榛名湖がありまして。その奥に行くと長野県境、浅間山ですね。鬼の押し出し、浅間山って噴火した山ですね。群馬で車を持っている人は必ず行きますね」と詳細に説明した。また甲州街道が好きだといい、「さっき、甲州街道はもう秋なのさってRCサクセションの曲にいけば良かったですね」と笑う。都心からどんどん山梨の方面に国道20号線を使っていくという。高速道路は退屈してしまうという。相模湖を抜けて山中湖や河口湖に行く話、富士五湖巡りをしたい話などを語る。今年はもう富士山が初冠雪した話などをする。落ち葉が枯葉になって切ない、切ないんです、という。都心から離れて山の方面に行くとどんどん自分が浄化されるという。「汚れた俺様が綺麗になれる一瞬なのでございます」とちわきと笑いながら話す。ちわきは「浄化されるんだね。魔王の浄化ですって、みなさま」と笑う。
また、ドライブソングとして「横文字でいっちゃうぜ」と「ビー・イー・ディーって言うのかな、ベッドって読んでいいのかな、今言った話とは真逆なんですけど都会がすごく似合う、ゆっくりクルージングするような感じで、違うと思います」と B.E.Dの「Before I Leave Featuring Chloe Myers」を紹介した。
- リスナーからの質問

最近はまっている食べ物は何ですか、という質問に対し「どストライクな、ど直球な質問ありがとうございます」と言い、「はまっているのはですね、今ツアー中でもありますので、その土地土地の美味しいものをいただけることが楽しみ」と答える。群馬は海なし県でもあるため、魚でこんなに美味しいものがあるのかと驚いたり、この間金沢に行ったときは美味しいお寿司をいただいたと答えている。他のリスナーからは好きなラーメンを聞かれ、「私の好きなラーメンは冷やし中華です。おすすめのラーメン屋さんを聞いてみたい」というリスナーに対し「僕はこう見えて、どう見えて？麺類すごく好きなんですね」と笑いながら語る。「三食麺でもいいぐらいですね。もちろんラーメンもうどんも蕎麦もパスタも好きなんです。好きなラーメンも、いやぁ何でもいいなぁ…とんこつもですし、しょうゆももちろんですし、ただ苦手なのはフォー、ベトナムの麺。ベトナムの麺に悪気はないんですが、パクチーがとっっっ…ても苦手なんで、それだけです。好きなラーメンは冷やし中華でも何でも好きです、麺類全部好きです。おすすめのラーメン屋さんは僕が聞きたいぐらいです」と答える。

曲の紹介では、1976年のFIVE YEARSの10歳の時にかければ良かったな、と言い 丸山圭子の どうぞこのままを紹介した。
そろそろお別れのお時間、ということで、リスナーからのリクエストに添えられたメッセージに次々に答えている。
「あっちゃん、緊張して聞いております」というメッセージには「僕は緊張してしゃべっています」と返事をし、
「今一番大切にしていることは」というメッセージに「そうですね、喉ですね。ツアー中なので、頑張りまーす」と返事をし、
「ラジオを聞けて嬉しい」というメッセージに「僕も嬉しいです」と答えている。

最後に「それではみなさん、素敵な夢を見てください。悪夢なんか見ないで。ありがとうございました。またお会いしましょう」と言い、みなさんからいただいたリクエスト、としてBUCK-TICKの「形而上 流星」を紹介した。

【オンエアリスト】

1： BOY septem peccata mortalia/ BUCK-TICK

2： Life On Mars?/ David Bowie

3： 小さな森の人/ 土屋昌巳

4：Before I Leave Featuring Chloe Myers/ B.E.D

5： どうぞこのまま/ 丸山圭子

6： 形而上 流星/ BUCK-TICK

### 第6回
2022年11月11日金曜日
- 冒頭あいさつ

（番組の紹介があったのみ）
- リスナーからの質問

香水を使っていますか？という質問に答えた。リスナーは、以前BUCK-TICKグッズで販売された「qüan vie nnâ sigue eÿe（甘美な死骸）」を良い香りだといい、櫻井はそれに対し「ありがとうございます」とコメントをした。また、自身がつける香水については「僕は今、普段は全く香水は使わないんですが、コンサートの時には違う自分と言いますか、日常の自分とはちょっと変えて香水をつけています。それと、何年か前に僕の知り合いが亡くなりまして、熊本の。彼女だな、ま、彼なんですけど。彼女の形見の革ジャンをいただいて、お仲間の方に。あっちゃん着てくださいということで彼女が着ていた革ジャンをいただきまして、今日も形見を着てきたんですけど、この残り香が気になっていまして、故人を思い出せるとみたいなことで匂いを探して、匂いを探すってのもあれですけど、近しい匂いをテスターで、色んなお店に行って、僕は何をやっているんだろうと。女性のお客さんに交じってテスターでクンクンクンクンやってまして、ちょっとそれに近いのかなというものをほんとに最近発見できた。CHANELだったみたい、なのかな。ほんとのことはわかんないんですけど、CHANELのCHANCEという、これをコンサート前につけるだけです。普段は絶対つけませんので。コンサートの時気分を変えるアイテムでございます」と語った。

その後、今日の一曲目としてBUCK-TICKの「胎内回帰」を流し、曲が終わるとリクエストをしたリスナーの名を読み上げ、「僕も大好きな曲です」と加えた。
- 「FIVE YEARS」1991年櫻井敦司25歳の思い出

ちわきから「BUCK-TICKがデビューしてグググッと上り調子のころではないでしょうか」と聞かれ、忙しかった話をした。ツアーに、レコーディングに海外にとめまぐるしく、毎日が変化の連続だったという。
それから「個人的な話でしめっぽい話が多くなってしまって恐縮ですが」としたうえで、24歳で自身の母親をガンで亡くした話をする。悪の華ツアーの札幌公演からの帰り、普段だと飛行機で帰ってきてからでもみんなと飲みに行くのが通常だったが、その日は頭が割れるように痛かったため寝ると言ったときに櫻井の兄から母親の訃報がはいったという。翌日が葬式、その翌日が福島県の公演だったが、そこからツアーの記憶がないという。来てくれた方々には失礼だが何か月か記憶がなく、脳が記憶を消そうとしているのか、と語っている。

また、母親を亡くした喪失感を次作の『狂った太陽』に吐き出したという。スピード、MAD、JUPITERという代表曲も収められているこの作品は、第33回日本レコード大賞優秀アルバム賞も受賞しており、そのことをちわきが読み上げると「ああ…そうなんですか」と笑いながら聞き、ちわきは「ご本人は賞のことを覚えていないかもしれない」とフォローした。

この頃、公私ともに変化があったといい、エンジニアの比留間との出会いを挙げる。初めてレコーディングで手伝ってもらい、レコーディングに対する意識、ボーカルに対する意識が変わったという。ちわきは「今のBUCK-TICKの原形」というと櫻井も肯定し、「それまではデビューして右も左もわからず、ロンドンレコーディングだ！などということも経験し、道筋を見つけた」と語った。

世の中の出来事として、音楽的にはQUEENのフレディ・マーキュリーがエイズであることを公表した翌日に45歳で亡くなった話については、「死は突然忍び寄る」ということを感じたという。

世界的にはソビエト連邦のミハイル・ゴルバチョフが大統領を辞任する話などが出た。8月にクーデターが起こってゴルバチョフが軟禁され、その時はクーデターは失敗に終わったがその後ゴルバチョフは大統領を辞任しソビエト連邦は崩壊する、とちわきが言うと「今につながってくる話ですね」と櫻井も相槌を打ちながら話をした。

セクシーな話として、という切り口で宮沢りえの写真集『Santa Fe』が発売され記録的な売り上げを達成した話などが出た。「世の男性はみなさん買われたんですかね、僕は見たことないんですけど」と笑った。そして「衝撃的なニュースだった。恥ずかしくて買えなかったっていうのもあるのかな」と言う。番組スタッフは買っていない人が多数だという。
ジュリアナ東京オープンについては「行ったことがない、苦手だ」という。
千代の富士引退、ヒット曲として邦楽は小田和正『ラブストーリーは突然に』CHAGE and ASKA『SAY YES』、KAN『愛は勝つ』の流行、洋楽はグランジブーム、ニルヴァーナ (アメリカ合衆国のバンド)『スメルズ・ライク・ティーン・スピリット』、アルバム『ネヴァーマインド』大ブームやカート・コバーンが衝撃的だったという。この当時はMTV全盛期だったことを挙げ、今井寿は流行りをうまく取り入れていた話もする。
また他のヒット曲としてマイケルジャクソン『Black Or White』、井上陽水『少年時代』を挙げると「おお～、この年なんですか」と相槌を打った。映画では『羊たちの沈黙』、『ターミネーター2』などが挙がった。
名前が挙がるたびに櫻井は「ああ、この年か」「ああ」など相槌を打ちながら聞いていた。

次の選曲としてちわきが「櫻井さん、また今日も選曲が冴えています」というと笑いながら「めちゃくちゃな選曲です」と返し、
Einsturzende Neubauten の「Blume」を流した。

曲が終わると、この曲がかかることがすごいと言ってちわきと櫻井で笑った。
ちわきは、ブリクサ・バーゲルトは来日した際、駅の改札で切符を切る音を録音していた話をする。
- 「くるみちゃんのともだち」

BGMがまるちゃんのブヒブヒいう音に似ている、と言いながら始まった。まるちゃんの鳴き声が飛び出すと笑い、「まるちゃん、返事したの。ほんっとに図体はでかいんですけど鳴き声は乙女」と笑う。

1匹目の猫として、リスナーの名前の面白さに笑い、紹介されたわがままBODYの猫について、うちにもわがままBODYのまるちゃんがいると語った。寒くなってくるとまるちゃんに膝の上に乗られ、身動きが取れないという。録音してあるまるちゃんの鳴き声が飛び出すタイミングについて「絶妙」と笑う。
- リスナーから質問

観葉植物を育てているかと言う質問に対し「なぜか毎回枯れる。なぜなんでしょう？なぜか？家に何か変なものがいるのか？」など何度か語調を変えながら不思議がって話した。それから「あまり言いたくはないが」とした上で、BUCK-TICKのツアーグッズの「ヤガミプロデュースhair LABO」を紹介する。良かったらスキンヘッドにでもして遊んでくださいと言った。
「12月の大阪でのライブ楽しみにしています」というメッセージには関西弁のようなイントネーションで名前を紹介し、「大阪行きまっせー」と答えた。

「アニイのグッズの話とはだいぶ雰囲気を変えていきます」と言い、「僕のイギリスの友達のレイモンドワッツの曲」と紹介しPIGの「Cry Baby」を流した。

曲が終わると、レイモンドワッツとの出会いは刺激的だった話をした。

「Cry Baby」の前にかけた曲はブリクサ・バーゲルトの「Blume」だったが、両方とも日本語で歌われているという共通点を挙げた。

また、レイモンドワッツがブリクサと会うという話をしたこともあったそうで、「やっぱり繋がっているんだ」と思ったという。
- 「金曜夜のドライブタイム」

ツアートラックの思い出を語る。今ツアーである「BUCK-TICK TOUR THE BEST 35th anniv.」は11トントラック3台を使用している。櫻井は、よくファンからツアートラックを見ましたとか一緒に写真を撮らせてもらったと聞くという。「自分の知らないところで盛り上がってくれているので、ツアーっていいなと思います」と語る。街中で遭遇することについては、そういうのって面白いですねと返した。11トントラックは相当大きく、櫻井の兄が乗っていた11トントラックの助手席に乗せてもらった思い出を「見晴らしが良く感動的」と語る。ちわきから「昔のB-T号とは違うよね」と言うと「B-T号とは」と苦笑し、「比べものというか同じセクションには入りません」と2人で笑った。
ツアートラックについては、時間通りに届けることや視野は広いが車体が長いこと、そのハンドルテクニックに感心している。過去に自分のツアーのトラックにはサービスエリアで乗ったこともあり、気分は良かったが、これを動かすと思うと怖かったと語った。
ツアーについては自分たち5人だけでできるものではなく、夜通し運転してくれるスタッフや足場や鉄骨を組み立ててくれる人がいるからコンサートを開けるということに触れ、またそういうことをしみじみと感じるツアーであることを語った。

スタッフについては、楽しんでやってくれている感じであり、トラックの荷台に荷物を積むときはこうしたらいいなど創意工夫をしており、仕事だが楽しんでくれたらいいと思っているという。

余談として、倉敷公演の時に櫻井がホワイトボードに猫の絵を落書きしたが、誰か撮ってくれないかなという下心もあったという。

3匹の猫を描いたが、一番大きく描かれた絵がくるみちゃんで、自身のラジオ番組を意識したことを語る。

次の曲の紹介として、素晴らしい作曲者が作ってくれて、手前味噌だがいい曲なので聞いて欲しいと言い、自身の曲「転生」を流した。

曲が終わるとちわきは「素敵なナンバーです。引き続きいいツアーを、そしてまた来週のドライブも楽しみにしています」と言うと櫻井は「ああ、楽しみにしていてくれ」と囁くように返した。この回はこの櫻井の返し以外に小芝居がなかった。
- 「くるみちゃんのともだち」

2匹目の猫について、「猫さん、猫さんたち、ですね」と紹介する。「これね、素晴らしいんですよ。真っ白な姉妹ネコ。そして名前が美しい。ゆきみちゃん、つきみちゃん。うわぁ…素晴らしい。真っ白です。可愛い。まるちゃんと同じ…ああ！スコ姉妹！スコ姉妹です」「スコ姉妹ですよ、みなさん、聞きました？初めての単語ですよ」「真っ白で可愛い」「これ見たいなぁ…本物見たい」と興奮し、感激したように紹介する。
また、くるみちゃんとまるちゃんとがっちゃんの鳴き声が3匹まとまって飛び出したため大笑いし、「三段とびですね！初めて聞きます」と言った。

CM明けも「ゆきみちゃん、つきみちゃん、ありがとう」と続き、「くるみちゃんも喜んでいます」というとくるみちゃんの鳴き声が登場し、「がっちゃんも喜んでいます」というとがっちゃんの鳴き声が登場する。「まるちゃんも喜んでます」というとまるちゃんのぐるぐるが流れ、櫻井は大笑いし、「このぐるぐるはみなさんに届いているのでしょうか」と笑う。「あ～あ」と言いながらもまた笑い、「えーと、なんだっけな、メッセージを紹介します」とリスナーからのメッセージを紹介した。

ラジオのDJの話が来た時は、「乗せられたってことでしょうかね」と言い「それは冗談として、せっかく35周年なので、何でもやってみようか、皆が喜んでくれるなら」ということを話していた。

DJ以外にも新たに挑戦したいことという質問に対しては、やってみたいことは色々あるが、とにかく面倒くさがりの不精だから何もしたくないが一人旅でローカル線に乗って旅がしたい、おやじくさいんですけどね、と答えた。

沢田研二の「君をのせて」を紹介する時は「僕の大好きなジュリー、沢田研二さん」と紹介した。

沢田研二の曲の後に、僕がやりたいことがありました、ということで「猫カフェの店長」を挙げた。「店長です」と言いたい、という。

猫に囲まれてすごせるならそれもいいかなと思います、という。
- 「週替わりのコーナー」おすすめの映画

「あっちゃんこんばんは。毎週身悶えしながら聞いています」というリスナーに「どんな状態でしょう」と笑いながら答える。
映画監督クリント・イーストウッド主演の映画「グラン・トリノ」がおすすめというリスナーに「僕も観ました。やり場のないラスト、でも素敵です」と答えた。

ラストソングとして、BUCK-TICKの「idol」を流した。

ラジオDJについて「ラジオを聞きました」「最近こなれてきたのではないか」と言われることもあるという。全然こなれていないのでご安心くださいと答えた。

また翌日の札幌公演について「もう札幌も寒いですよね」と言い、関西公演のスケジュールを案内する。

最後に「みなさん、寒くなってきましたのでお風邪など召さないようにお気を付けください」「それでは素敵な週末をお過ごしください」
と第6回をしめた。
【オンエアリスト】

1： 胎内回帰/ BUCK-TICK

2： Blume/ Einsturzende Neubauten

3： Cry Baby/ PIG

4： 転生/ 櫻井敦司

5： 君をのせて/ 沢田研二

6： idol/ BUCK-TICK

### 第7回
2022年11月18日金曜日
- 冒頭あいさつ

もうすぐ番組も折り返しだが金曜夜のお楽しみと化していたのですでに寂しくなってきている、というリスナーに対し、「そんな回数になってきましたか。寂しくなるのが少しお早いのでは」と笑いながら答えた。
他のリスナーからの質問で、2022年11月8日の月食の話になり、月食の日は月を見上げている人を見ていたという話をする。月は絵にもなるし詩にもなると語っていた。「月があったからこそ書けた歌詞が多々あります。ご贔屓にさせていただいておりますお月様、ありがとうございます」と言った後で小さな声で「なんだそれ」と笑いながら続けた。月食の話が出たことを受け、最初の１曲にBUCK-TICKの「Moon さよならを教えて」を流した。
また、「Moon さよならを教えて」にはたくさんのリクエストがきたことに触れ、全国各地のリスナーの住まいの地名と名前を多数読み上げ、櫻井のラジオを聞いてほわほわしているというリスナーには「ほわほわしてください」と笑って答えた。
- 「FIVE YEARS」1996年櫻井敦司30歳の思い出

ちわきを迎えると「こんばんは、お待ちしておりました」とあいさつをする。ちわきから「絶賛ツアー中」と話が振られ、最近のコンサートについていくつか話をする。11月12日の札幌カナモトホール（札幌市民ホール）での公演時はそれほど寒くなかったが帰ってきてから雪が降ったようだという話がある。また11月6日高崎芸術劇場大劇場での公演の話で、メンバー紹介を上毛カルタで行った話がでる。「上毛かるたを会場にいる方がもちろん知っているていでMCしてしまいまして、県外から来ている方は何を言っているんだという感じだったと思います」と語る。また、上毛カルタを「群馬県の色々な名物、名産や場所、景勝地を、“あ”からかるたにし、子どものころから学校でみんなもれなく強制的に覚えさせられた」と説明をし、子どものころの大会があったなどという思い出も語る。群馬県民は100％近くが知っており、振ったら出てくるという。ちわきに「“さ”」と振られると「三波石と共に名高い冬桜」と即答する。三波石について、地元の藤岡にあることを説明にしたが「地元にある三波石っていう変な…変なって言っちゃった」と言ってちわきと大笑いする。「すみません、ついつい、あの」と櫻井が言うと、ちわきは「地元ならではの気安さが出ましたけれども」とフォローした。櫻井は「失礼しました。変ではないんですが、大きな奇岩と言いますか」と言うとちわきは「不思議な形をしてるんだ」言い、櫻井は「はい、変ではなく不思議ですね」と返した。ちわきは「今井さんの“い”とかでやったってことですね？」と言うと「ゆうたの“ゆ”とかヤガミの“や”とか」と櫻井が言い、ちわきが「星野の“ほ”とか」と言うと「星野の“ほ”がなっかなか出てこなくてヒヤッとしましたけど」と言ったがコンサートで考えていた時間は2秒もなかった。コンサート前に上毛かるたを予習するのを忘れ、その場で思い付きで言ったことを後悔したという。また、上毛かるたを買って帰ったファンもいたらしいとちわきが振ると「なんのこっちゃか気になっていたんでしょうね」と言った。

ツアーの思い出の後に、30歳のころの思い出を語る。BUCK-TICKが事務所を独立したのが30歳であった。5月22日に12枚目のシングル「キャンディ」発売、6月21日に9枚目のアルバム「COSMOS」発売。ちわきは「キャンディ」についてBUCK-TICKにしてはポップだという感想をいだいたという。この時期、NHKの歌番組ポップジャムに出演したことについて櫻井は「テレビ番組にも出て、外に出ていった記憶がある」と言った。ちわきはアルバム「COSMOS」について、キャンディのような曲もあれば挑戦的な曲もあり、幅広いと表現した。櫻井によると、8ビートのロックもあればCOSMOSのようにしっとり大きく包む曲もあり、不思議な存在のアルバムだという。7月からは全国ツアー「TOUR 1996 CHAOS」が始まり、8月19日20日と武道館2DAYS公演も行われた話、その後年末ツアーに出るはずだったところが櫻井が腹膜炎になった話へとつながる。
櫻井は「櫻井さんはネパールに一人で仕事で行ったんですが、人生最大の病気をしまして」と話し始める。1日2日はロケハンをしており、その翌日から撮影が始まるはずだったが夜中に腹痛を起こしたという。いつもと違う腹痛だったが我慢していても治らず、どんどん痛みが激しくなり、トイレに行ったら脂汗が出てきて、トイレの床中に脂汗が流れるほどだったという。それから昼間にマネージャーから連絡が来るまで我慢したという。近所の小さな診療所に行くと「これはただ事じゃない、ここでは診られない」と言われたという。痛みは強い薬でおさまっていたが、それからも一晩様子を見ると医師から「この国ではあなたに対する治療は無理だ」と言われ、そのまた翌日にシンガポール経由で救急車で病院に移動することになったが「死ぬのであれば東京まで行ってくれ」と言ったという。櫻井は「もしかしたら成田に着くころには棺桶に入るのか」と想像したという。なんとか命はもったが、7時間くらいの緊急手術を経て1か月入院したという。もうちょっと遅かったら日本にいませんよ、と言われたそうで、「人生で一番『死ぬんだ』と思った」「異国の地では死にたくない」と語っている。

その後、世の中の出来事として、安室奈美恵の流行を挙げる。オアシス『ワンダーウォール』、スパイスガールズ『Wannabe』、渥美清の死去、野茂英雄メジャーリーグで日本人初のノーヒットノーラン達成、O-157流行もあった。それを聞いたうえで「安室ちゃんとは程遠いのですが」と前置きし、自前の音源を持ち込み、遠藤ミチロウの『好きさ好きさ好きさ』を流した。ちわきは「そのふり幅が面白い」と言う。
- 「くるみちゃんのともだち」

リスナーからのツイートで「富士丸くん」という1歳くらいの雄猫を紹介する。背中の白いところが富士山のようなのでその名がついたという。櫻井は「完璧なハチワレさん。猫を飼っていない方にはわかりづらいかもしれませんが、顔のところが、鼻のところが白くなっていて三角形にお口のところまでなっていて、ハチワレさんという呼ばれ方をしています」と説明し、「お友達になってニャン」と笑いながら言うと櫻井の猫の鳴き声が同時に起こり、「今の誰と誰だ」と笑った。

リスナーからの「櫻井が帰宅したときに最初のお迎えしてくれる猫は」という質問に対して、玄関のドアを開けるとくるみちゃんが飛び出してくる恐れがあるため、リビングに通じる扉を閉めてあり、その扉の下に二つガラス窓があり、透けて見えるため、「何者かが二匹こちらを見ている」と最初から最後まで笑いながら説明した。うまい具合に座ったところにガラス窓があり、それが本当に可愛くて、見せたいくらいだという。くるみちゃんは必ずそこから見ているという。「隣の窓からまるちゃんが」というとまるちゃんの新しい鳴き声が登場し、その後にまるちゃんのぐるぐるが登場すると「すごい破壊力」と大笑いする。「たまにがっちゃんと入れ替わって見てますね」と続けた。するとがっちゃんの鳴き声も登場し、「どうもこの絶妙なタイミングに不意打ちを食らうので笑ってしまってすみません」と大笑いを詫びた。

その後に、自前で音源を持って来た若林ケンの『嘆きの天使』を流した。
若林ケンの曲が終わると、若林について「還暦にしてデビューしたシャンソン歌手」と経歴を紹介した。櫻井は、知り合いに歌舞伎町の若林の店を紹介してもらい、一人で訪れたという。「あなた何よ」というドスの利いた感じで対応されたため、櫻井は自分のことを説明し、若林には「なぁんだ」とわかってもらえたという。ドスが利いて目つきが鋭いが、同じジャンルのにおいがしてわかってもらえたのでは、と言っている。また、一緒に食事に行ったこともあるという。若林のことは、個性的なビブラートでハスキーでいちファンであると言っている。

2匹目の猫として、ベンガルの琥珀ちゃん、保護猫で食べるのが大好きな黒猫の大和くん、保護猫のツンデレ猫の胡桃ちゃんを紹介する。全員がカメラ目線で、琥珀ちゃんと胡桃ちゃんが同じ角度に首をかしげており、可愛いと何度も言い「とってもいい写真です」というとまるちゃんの鳴き声が登場した。
- 「金曜夜のドライブタイム」

ちわきから「今夜は月、見れるかなぁ」と振られると、櫻井は「見れるさ」と返した。車のエンジン音と走り出す音が終わると櫻井からの「すみません、自分で言って恥ずかしくなりました」という言葉が出て、ちわきとの笑い声で始まった。ちわきはリスナーに「櫻井さんの返答を聞いて、私の部分は自分に置き換えて、脳内チェンジでお願いします」と言うと櫻井は「なるほど～」と言った。ちわきは、これからも頑張っていきたいと思っていると言うと「僕も食らいついていきたいと思います」と笑った。ちわきから「月を見に車を走らせることはありますか？」と聞かれると、富士山の話をした。富士山の五合目までドライブができるルートがあり、その中でも一番人気のないルートで夜一人で五合目まで行った話をした。失ったものを求めて富士山に行くと語り、満天の星空に月、そこに贅沢さを感じるという。その時に我に返ると「何やっているんだろう、一人で」と思うこともあるが、自然の中では小さく細かい都会の嫌なことを「どうでもいいや」と忘れられるため、浄化されに行くようだという。月にはいろいろな表情があり、三日月や満月、おぼろ月もあり、歌になるという。またちわきは「Moonさよならを教えて」の歌詞の一部分“夜が好きなのはそう月もひとりだから”を挙げ、とてもいいと言うと、櫻井は「乙女な感じで…今は乙女の方が強いですけどね」と笑い、歌詞の中では「そうなのね」といったような、浄化されていいなという情景を思い浮かべてほしいという。月は孤独に寄り添ってくれるという印象を子どものころから抱いているといい、太陽からは嫌な孤独感を感じるという。月だと優しい感じになり、あなたも独りぼっちなのねと言ってほしいという。月食の日は月は人気者だったという話がちわきからあると、櫻井は次の日も観たが誰も観ていなかったという。

ドライブソングの紹介では、月からは離れてしまいますけどと言いJevetta Steeleの「Calling You」を紹介した。
- リスナーからの質問

大阪市のリスナーからのメッセージを読み上げる。「“あっちゃんは”、あ、“櫻井さんは”。自分であっちゃんって。櫻井さんって書いてあるのに“あっちゃん”。も～う、ね、怖いですね、慣れって」と始まる。リスナーからのメッセージには「櫻井さんは」と書いてあるにもかかわらず読み上げる際に「あっちゃん」と言い間違えてしまった。「櫻井さんは甘党ですか？辛党ですか？」という質問であり、櫻井は「辛いのは今はツアー中なのでやめていますが辛いのも好きですし、最近は和菓子も好きです。甘いのは脳にもいいらしいです」と答えた。

富津市のリスナーからの「あっちゃんは好きな鍋料理はありますか？」という質問を読み上げるときは「あ、これはあっちゃんでいいんだ」と笑って挟んだ。「僕はすき焼きが好きです。春菊は苦手って書いてありますけど僕は春菊は大好きです、すみません」と答えた。

その後、ジョー山中の人間の証明のテーマを紹介した。

また、もう一人のリスナーから「あっちゃんは美術館にはよく足を運ばれるのでしょうか」という質問に対し、昔、朝にレコーディングが終わって、若かったので伊東の一碧湖にある池田20世紀美術館に朝早く行った話をする。居心地の良さ、空気の良さ、佇まいなどが気に入っているという。

「この間は横尾忠則の展覧会に行った」と付け加えた。

その後、BUCK-TICKの「凍える」を紹介した。

この曲へのリクエストをしたリスナーの名前を複数読み上げ「ありがとうございます。またリクエストをお待ちしています」と言った。また、引き続き行われているツアーについて「明日は仙台、明後日は宇都宮に行きます」と案内し、関西公演の京都公演や大阪公演についても「ぜひライブ会場でお会いしましょう。お待ちしています」と案内して7回目の放送を終えた。

【オンエアリスト】

1：Moon さよならを教えて/ BUCK-TICK

2：好きさ好きさ好きさ/ 遠藤ミチロウ

3：嘆きの天使/ 若林ケン

4：Calling You/ Jevetta Steele

5：人間の証明のテーマ/ ジョー山中

6：凍える/ BUCK-TICK

### 第8回
2022年11月25日金曜日
- 冒頭あいさつ

11月19日土曜日宮城県仙台サンプラザホール、11月20日日曜日栃木県宇都宮市文化会館大ホールでの公演が樋口豊の新型コロナ感染により開催を見送ったことに触れた。櫻井自身も夏に新型コロナに感染したので樋口の気持ちは痛いほどよくわかると語る。
リスナーから「ユータさんの具合はいかがでしょうか」との質問に、「熱が最初は38度以上あったらしいんですが今は落ち着いてきているようです」と答えた。
11月27日の福岡公演に行く予定のリスナーからも「ユータさんの体調が一番大事です。私たちはユータさんが元気になるまで待ってますから遠慮なくライブ延期してくださいね。あっちゃん、メンバーの皆さんもご自愛ください」というメッセージがきており、櫻井は「ありがとうございます。ユータは裸で寝てるからこういうことになるんだと思いますけど」と笑い交じりに答えた。また、「今週末開催の広島公演、福岡公演に関しては予定通り開催します。広島、そして福岡の皆さん、そして集まってくださる皆さん、会場でお会いしましょう。楽しみにしています」と案内した。
「番組ハッシュタグはあっちゃんくるみちゃん、全部ひらがなです」や「うちにいるほかの猫たちまるちゃんしゅがちゃんを気にかけてくださる方、あっちゃんくるみちゃんにプラスして、ときどきまるちゃん、ときどきがっちゃんをつけてやってください。これも全部ひらがなです」と、笑わずに読み上げる。
今日の一曲目として、リクエストをしてくれたリスナーのラジオネームを読み上げ、BUCK-TICKの曲「Django!!! -眩惑のジャンゴ-」を流した。
- 「FIVE YEARS」2001年櫻井敦司35歳の思い出

ちわきの「35歳、もう男盛り」の振りに対し、櫻井は「ざかりですかね…」と答え、ちわきは「そうじゃないですか？経験値も」と返した。櫻井は「まあ、盛ってました」と返し、ちわきは「そういうことじゃなくて」と櫻井と大笑いする。「盛ってたのかぁ…働き盛りだし、と思ったんですけども」と笑って返し、櫻井は「盛ってました、すみません、もう困っちゃうな」と始終笑って男盛りについて会話をした。
BUCK-TICKとしては11月に19thシングル『21st Cherry Boy』リリースをしたがバンドというよりユニットとしての活動が多かった話をする。自分たちの活動とは全く違う空気を味わったという。
櫻井敦司、今井寿、レイモンド・ワッツ、サシャ・コニエツコで組んだSCHWEINについて語る。ユニット名について、レイモンド・ワッツのバンドが「PIG」で、それをドイツ語にしたものだという。
櫻井は、レイモンド・ワッツと今井寿と藤井麻輝が組んだSCHAFTを観客として見に行った際、打ち上げでレイモンド・ワッツに感想を聞かれた。レイモンド・ワッツと話をしたのはそれが初めてだが、とても気を使ってくれて色々話しかけてくれて英語で会話をしたという。櫻井はレイモンド・ワッツの初対面の印象を「この人なんかいいな、インテリジェンスだし格好いいな」と語っている。
この年にSCHWEINとしてアルバム「SCHWEINSTEIN」とリミックスアルバムを発売し、ジャパンツアーが行われたことも挙げる。BUCK-TICK以外の音楽活動について、刺激や開放的や新鮮ことなどがあったかとちわきに聞かれると「英語の、僕の持っている中学生英語みたいなレベルで何とかコミュニケーションをとろうと思って、レイモンドもすごく僕の方に話しかけてきて、何とかして一つにまとまろうという、献身的な、自分が背負って立つんだみたいな」と答え、「敦司はどう思う？敦司」とレイモンドに聞かれると、頭の中がフル回転で変換して、単語の羅列で何とかやり取りしたことを語る。国も文化も言葉も違うメンバーだったが、何とか言葉を一つ出すとレイモンドが拾ってくれてエキサイティングだったしハードな日々だったという。
「見ている方も、あっちゃん気に入っているなみたいな印象だったと思います」と、ファンから見た櫻井についても話す。
ちわきからは「12月29日といえば、という感じですが、現在は」と、2000年から始まったTHE DAY IN QUESTIONについての話に変わる。「武道館公演としては2000年から、その後皆さんの恒例の催しとなっていく」と振ると「コロナ前までは、これを見てから田舎に帰りますとか忘年会ついでだったり、節目の日にしていただいてとても良かったですね」と、ついでという言葉に二人とも笑いながらやり取りがあった。
ちわきは世の中の出来事として「ハリーポッター」シリーズの流行、ジャネットジャクソンの『ALL FOR YOU』、アリシア・キーズ『フォーリン』、レニークラビッツ『アゲイン』、ザ・ストロークス『ラスト・ナイト』、ゴリラズ『Clint Eastwood』など多岐にわたるアーティストの活躍を挙げている。ちわきがアーティスト名を挙げるたびに、櫻井は相槌を打ちながら聞いた。
櫻井は大好きなボーカリストとしてDEAD ENDを挙げ、MORRIEとの親交を語った。レコード会社が一緒の時期があり、「完成されたパワー、すごいテクニックとビジュアルの格好いいバンド」と表現した。櫻井がコロナにかかった際、MORRIEからお見舞いのメールがあり励まされたという。その後MORRIEもかかり「僕もかかってしもうた」とメールがあったという。先々月くらいに発売になった曲、と紹介しMORRIEの「Embryo Burning」を流す。
曲が終わり、ちわきが「非常に聴きごたえのある」というと櫻井は「ラテンのなんとも言えない哀愁と力強さがあってロマンチックですね」と返した。「ちょっと好きなところ被ることがあるかも」とちわきが言うと「好きですね、この甘美。決して明るいラテンではなく、ふつふつと情熱的で」と言い、ちわきは「今週もナイス選曲」と返した。
来週のFIVE YEARSは2006年櫻井さん40歳のころのお話、というと櫻井は「おじさんになってきましたね」と笑った。
- 「くるみちゃんのともだち」

冒頭の音楽が鳴り、「ぶひぶひ、ぶひ」と言ってからクスッと笑い、「なんか、まるちゃんが、のそのそあるって来る雰囲気が漂ってくる、いいですね」と冒頭の音楽について触れると、まるちゃんの鳴き声が登場し、櫻井は「ふ～ふふふ」と笑ってコーナーが始まった。
リスナーからの3匹の猫団子の写真を見て、うちはバラバラで寝ていて、ポトッポトッポトッと廊下に落ちている感じだという。
リスナーの猫について「仲良しなんですね。べったりで誰がどこの部位かわからない」と言って笑う。くるみちゃんとまるちゃんは先住猫なので、冬になると2団子固まっているという。やっぱり寒いんですよね、だんだん今の時期になってくるとあったかいところを探していく、くるみちゃんはウオーターサーバーの上に寝ている、くるみちゃんが寝ていたところはほんのり温かいという。そこでくるみちゃんの鳴き声が登場すると笑い、「ね～、寒いの嫌だね～」としめた。
- リスナーからの質問

群馬県桐生市のリスナーからのメッセージには「群馬の方ですね」と言葉を添えた。「群馬は日本でも有数の温泉地ですね。櫻井さんが好きな温泉地はやはり四万温泉だと思いますが、35年で各地を回って来られた櫻井さんの、印象に残っている温泉地はどこですか？」という質問に対しては「もちろん群馬ですよ」とちょっと声色を変え、「ククク…媚びを売ってみました」と笑って答えた。何故四万温泉の話題になったかと言うと、高崎のライブで上毛カルタの好きな絵札「世のちりあらう四万温泉」の四万温泉のMCをしたと説明した。「世のちりあらう四万温泉」の札について「ご婦人が裸で温泉につかっている、そういった絵札なのですね。それを小学生の頃とか“世のちりあらう四万温泉”“はい！”とか言ってそれを真っ先に取ると、スケベ～と言われるんですよ。今だったら真っ先に取りたいカード」と、笑いを交えながら語った。
伊香保、草津は日本が誇る名湯だが、群馬にいると意外と行ったことがなく大変申し訳ないという。
東京から1時間半、2時間くらいで行かれるので箱根の温泉に車や電車で行くという。好きなお湯、すっきりしたお湯であり、美術館巡りなどしながらドライブがてら行くという。
草津、四万温泉にも行ってみたい、みなさん、群馬の温泉をよろしくお願いしますと言い、曲の紹介へとつなげた。
曲の紹介では、「色々な方がカバーしていて、David Bowieがカバーしたのが好きだけど音源がなくて残念」といい、いい曲はいい曲だと力強く語る。MORRIEの曲がラテンだったのでこの曲のラテン調のものをといい、Gipsy Kingsの「My Way-A Mi Manera」を紹介した。
- 「金曜夜のドライブタイム」

ちわきの「今日はどの車で行く？」のふりに、櫻井は「君で」と答えてから「今のは放送できますかね？」と笑った。
ちわきは櫻井の歴代乗った車の色の傾向の質問をする。車体の色は基本的に白か黒が多いがコスワーススーパー7という車の色は黄色だったという。コスワースについては「タイヤが出ていてゴーカートの大きい版」と説明し、ちわきは「一応それはゴーカートではないんですね」と聞くと「ゴーカートではないんです。ちゃんと公道を走れる」と答えた。ほとんどレーシングの位置であり、手を伸ばすとアスファルトに手が届くという。そういう車はカラフルなイメージがあるというちわきに、目立つ色でないとトラックにぺしゃんこにされてしまいそうだ、色と音で目立たせないといけない、という。車体が低いためパーキングは棒の下で、高速道路にETCがない時代は係員が手を伸ばして券を渡してくれたという。高速道路では風がうるさくてヘルメットをして運転していた。その時のことを「バカなことをしていた」という。コスワースを運転していたのは30代に入ってからの頃で、首都高速道路で炎上した車はその車だという。「ガソリンがはみ出しちゃって、その時まだ携帯とか持っていなかったので、火が出ているので消火器を取りに走りました。大渋滞を引き起こしまして、煙でトンネルの中を誰も動けなかったです。ほんと申し訳ないことをした。それも死ぬかと思ったもう一つの。死ぬかと」と語り、ちわきも「死ぬかと思った伝説の」と話を合わせた。
運転している時に歌詞を思いつくかと聞かれると「レコーディング中にアンテナ張ってる時はすごくある。今書かなかったらどうする、忘れる忘れる」というようになるが、路肩に止めてメモすることはなく、後でもし思い出せなかったら縁がなかったとして諦めるという。
「今まさにツアーとレコーディング、そしてラジオという」と言うちわきは「ほんとすみません」と続けたが「いえいえ、忙しくしている方が音楽以外に考えなくて済んでいる。どうした櫻井って言われそうですけど。何かあったのかって」と笑った。
櫻井のドライブソングの選曲は「ラテンシリーズで爽快にいきたいと思います」とリッキー・マーティンの「Livin' La Vida Loca」を流した。
曲が終わり、「今日はラテンな流れの秋ですね」と言うちわきに「ええ、ラテンで陽気にいきたいと思いました」と答えた。
来週はいよいよ12月だというちわきには「早いですね」といい、「2022年ドライブ〆の1か月」とちわきが言うと「みなさん、安全運転でお願いいたします」と櫻井は続け、車のブレーキ音と扉をバタンと閉める音でコーナーが終わった。
- 「くるみちゃんのともだち」

2匹目のお友達紹介では「ぶひぶひ、ぶひ。まるちゃんがやってきた」と始まり、BGMとともにまるちゃんのぐるぐるが鳴っていた。言い終わると笑いがこらえられなくなったような笑い声をあげ、「まるちゃん…寂しかったな…可愛いなぁ」と言う。
リスナーからの裏返っている猫についてのメッセージには、「裏返りますね～」といい、まるちゃんも2/3の時間は裏返っていると続けた。リスナーの猫だけでなくほかの猫も含めて「遊んでほしいんだと思います。お腹を出して、さすれ、腹なでてくれみたいな感じで、スルーするとぎこちない感じでどこかに行ってしまいますけど、だいたいまるちゃん裏返ってまして。僕が帰るとくるみちゃんがお出迎えしてくれて、玄関から逃げ出したいんだよね、行くとこもないくせにね。くるみちゃんは廊下で裏返るんですけど、裏返るときに床に頭蓋骨をコンッていつも当てる音がして、バカだなぁと思いながらなででやるんだよね、腹をね。そして一番若いがっちゃんですが、寝ているとき僕がお腹のあたりをさすると裏返ってくれるんですよ。普段はよそよそしいんですけど、眠い時は油断してくれて可愛いんですね。だいたい猫は裏返りますよね。だいたいそうだよね、がっちゃんね」と、まるちゃんやくるみちゃんやがっちゃんの鳴き声の登場に笑いながら楽しそうに語る。
- 櫻井敦司からのリクエスト曲

サラ・ブライトマンについて、コンサートに何度か訪れたことがあると言っている。
サラ・ブライトマンがラジオ放送日に東京でコンサートをしていることにふれ、話を続けようとするが「サラさん」と言った瞬間に「サラさん？サラさんと言っちゃあれか。サラ・ブライトマンさん」と言い直した。
国際フォーラムでも見たことがあり、「こういったコンサートいいなぁと、コンサートの良さを味わった気がします」といい、来日公演の大阪公演の日程を紹介し「行かれる方はうらやましいですね」と〆た。
- リスナーからのメッセージ紹介

東京都のリスナーからのメッセージを読み上げる。「あちゃーん、こんばんは。なんかそんな感じに読んでいいのかなみたいな感じだったので…」と読み上げながら、マイクには紙をめくる音が入り、再度「あちゃーん、こんばんは。ツアー、レコーディングと疲れがたまっていないですか」と読み直す。
「疲れがたまっていますね。でも楽しくやっております」と答えながらメッセージを読み、「来週仕事で初めて前橋に日帰りで出張します。生まれてから東京に住んでいますが群馬県に行くのは初めてです。仕事なので観光はできませんが、以前あちゃーんも」まで読むと笑いながら「あ、これ気に入っちゃった」と言い「あちゃーんもこの路線に乗ったのかと思うと電車移動も楽しみです。あちゃーんは群馬に帰る時は車だと思いますが、電車に乗ることなんてありますか？」と最後まで読んだ。
「あちゃーんあるよ。いっぱい電車乗るよ」と答え、「結構電車が好きなんですよ。好きな路線がいっぱいある。特急が好きです」と答える。
新幹線は風景を楽しむというより仕事という感じだという。
プライベートで中央本線特急あずさ号とかいじ号に目的もなく酒を片手に風景を見ながら行くことが好きだという。音楽を聞きながら行って帰ってくる時もあるし、温泉に一泊することもあるという。また、「富士急に乗るんだよ、あちゃーんは。誰かに乗せてもらって偉そうにしているのとは違うんだよ、あちゃーんは」と、自身のリフレッシュ方法について語る。
ラテンの感じでお送りしましたがいかがでしたでしょうか、といい、最後の曲としてBUCK-TICKの「Cuba Libre」を流した。
- リスナーからの質問

最後の曲が終わると、「いかがだったでしょうか？だんだん調子に乗ってきましたでしょうか？僕。何でもおっしゃってください。スルーします。冗談です」と笑う。
リスナーからの質問を紹介し、「あちゃーんに質問です」と読み上げる。
衣装についての質問で、リスナーの文に「シースルーのロングスカートっぽい衣装が好きでふが」と誤字があり、それを読み上げ、「あちゃーんいいよ、こういうの好きだよ」とフォローし、衣装は長年八木さんという方に作ってもらっている話をする。衣装のざっくりとした形、素材、帽子、小物などスケッチを描いて八木さんにファックスを送ってすり合わせて作ってもらうという。ラジオと同時進行で行われているツアーの衣装について「今回ショートパンツにガーター、今回ガーターはしていない、ニーハイですね」と真面目なトーンで語るが、「今回ガーターはしていない」という言葉を笑いながら再度口にし、着たいものを着ればいい、男がどうのとか女がどうのとか関係ない、食べたいものを食べる、飲みたい酒を飲む、あちゃーんそれでいいんだよと思います、と語り、「調子に乗ってふざけました」と笑う。最後に「金曜の夜、幸せに過ごしてください。あちゃーんも幸せに過ごすよ」と締めくくった。
【オンエアリスト】

1： Django!!! -眩惑のジャンゴ-/ BUCK-TICK

2： Embryo Burning/ MORRIE 

3： My Way-A Mi Manera/ Gipsy Kings 

4： Livin' La Vida Loca/ リッキー・マーティン

5： Time To Say Goodbye/  サラ・ブライトマン

6： Cuba Libre/ BUCK-TICK

### 第9回
2022年12月2日金曜日
- 冒頭あいさつ

リスナーからのメッセージで、奈良県のリスナーから東大寺の境内に猫段という階段があり、そこで転ぶと猫に生まれ変わる伝説があるという内容だった。リスナーは毎週部屋にこもってニヤニヤしながら楽しく聞いているといい、猫段で２～３回転んだことがあり、生まれ変わったら櫻井の飼い猫になりたいという。櫻井は猫段の話は知らなかったそうで、くるみちゃんもそこで２～３回転んだのかしらね、と言うとくるみちゃんの鳴き声が登場し、かわいいねぇと言いながら、ケガしない程度に２～３回転び、来世は猫に生まれ変わりたいと言う。野良でもいいから生まれ変わりたいとの話をしていた。話の締めに櫻井が「にゃー」と言うとくるみちゃんとまるちゃんとがっちゃんの3匹の猫の鳴き声が同時に発生し、櫻井は少し笑い、番組へのメッセージを募集した。また、くるみちゃんって何？という方への紹介として「くるみちゃんとは、私の愛するベンガルの女の子の猫です」というとくるみちゃんの鳴き声が登場し、櫻井は笑いながら「いいタイミングですね…ほかの猫たちもいるんです」と他の猫たちも紹介する。「まるちゃんと」というとまるちゃんの鳴き声が登場し、櫻井は笑いながら「スコティッシュのまるちゃん。ぼよんぼよんのまるちゃん、男の子。と、そしてベンガルで女の子、しゅがちゃんと」というとしゅがちゃんの鳴き声が登場し、櫻井は笑って「ごめん、かぶってごめんがっちゃん」と言い、ハッシュタグの紹介をして猫の紹介を終える。
今日の1曲目としてBUCK-TICKの「空蝉」を紹介した。
曲が終わると、千葉県千葉市のリスナーから「猫ちゃんが登場する曲として大好きな空蝉をリクエストします」とリクエストがあったことを紹介し、猫が登場し、僕も好きな曲だという。
千葉県浦安市のリスナーから「夜行バスや深夜の移動の時に夜を深く感じられる曲を知りたい」というリクエストに対しては、今日も支離滅裂な選曲だと思うので楽しみにしてくださいと少し笑って次のコーナーを紹介する。
- 「FIVE YEARS」2006年櫻井敦司40歳の思い出

ちわきの「40歳」との言葉に櫻井は「渋くなってきました」と答えた。ちわきから「40になるという感じについては」と聞かれると、30代の3という数字から4になることに抵抗があり、40という数字について「おじさん感が」と言ってちわきと笑い、30代と比べると40代についてかなり響きの重さを感じたという。「女の人はまた違うんでしょうけど」とちわきに話を振ると、ちわきは「女性は笑って通り過ぎようとする」と説明した。櫻井は「なるほど～」「ほぉ～」と納得したような声を出し、「女性の方の方がタフですよね、やっぱりね」と言った。男性の方が変なプライドにしがみついているのでは、いつまでたっても子どもなのでは、などと笑いながら分析し、ちわきは「ありがちですよね」と返した。
節目ではないが触れておきたい活動として、2004年のBUCK-TICKメンバーのソロ活動の話に触れる。櫻井のソロ活動の3枚のシングルである「SACRIFICE」「胎児／SMELL」「惑星 Rebirth」やソロアルバム「愛の惑星」がリリースされたことを挙げた。ちわきがソロアルバム「愛の惑星」について「非常に櫻井らしく、かつチャレンジな部分もある」と言うと「色々な方の楽曲をいただいて、どうなることやらと思ったけど僕が一人で歌うことによって愛の惑星という一つの物が完成できました」と答えた。ちわきは楽曲提供者として、THE MISSIONのWayne Hussey、レイモンド・ワッツ、髭、岡村靖幸、土屋昌巳、佐藤タイジ、CUBE JUICEらを挙げ、多彩なアーティストが櫻井のために腕によりをかけて作った熱意が伝わったという。櫻井は「濃い～メンバーが好き勝手作ってくれたので、なるようになれという感じで作っていた」という。また、北村龍平監督によるショートムービー『ロンギヌス』DVD発売の話を振られ、ちわきは九段会館で行われた試写会の際に司会をしたことを言うと、櫻井は「あの時はお世話になりました」と恐縮したように返した。ファンからは「待望の映像作品」と言われており、演技も体当たりだったことや「寝ている映像があるが本当に寝ていたのか」と話を振った。横たわっている時の演技で寝ていたことについては、撮影も終盤で緊張感が解けて意識が飛びそうになったことは事実だという。演技は初めての体験で緊張の連続で、「僕に演技はできませんよ」と言っていたがその場になると監督やスタッフや役者たちが優しくしてくれてなんとか一つの作品になったという。今では素面では見られないと笑い、ちわきは若いころの作品ってそういうのありますよねと返した。
俳優活動を「またやってみようかな？ってことは」とちわきに聞かれると、「やっ、もう、僕は、あの…ダメだと思うんですよ。人前で演技をするっていうのは」と答える。「こう言ってはあれですけど」と今後の音楽活動以外の活動として「声優、猫の声優さんだったらやってみたいですけど、声優の世界も厳しいですからまずはオーディションから」と言うと「そんな真っ当にやろうとするんですか？下駄をはかないでやるんですか？BUCK-TICKです、みたいにせずに」とちわきに聞かれ、ずるいことはしないで真っ当に挑みたいという。いつかもしかしたら猫声優となった際は、とちわきに振られると、そこで猫声優としてにゃーにゃー言っているだけだと思います、と笑う。
ソロの時にちわきが櫻井に感じたことは、チャレンジする人なんだと思ったという。
櫻井自身は、本当は部屋の片隅にひっそり引きこもっていたい人間だが、今井寿がソロ活動で他のバンドをやりたいと言った際にスタッフから「櫻井さんどうしますか」と言われ、「僕はそんな」という感じだったがどんどん話が膨らみ、いつのまにか包囲されて観念したという。みんなに担いでもらったという櫻井に、ちわきは「担ぎ甲斐がありますよ」と言うと、櫻井は「いえいえ」と謙遜したように答えた。
2006年8月はシングル『蜉蝣 -かげろう-』リリース、翌年2007年には20周年BUCK－TICK FEST『ON PARADE』が横浜みなとみらいで開催されたことを挙げ、20周年はお祝いムードで盛大にやってもらったという。BUCK-TICK　FESTには先日のラジオでかけた遠藤ミチロウが出演したこと、櫻井が地元でアマチュアバンドのドラムをしていた時にスターリンのコピーしていたことなどを話す。色々なバンドとツアー形式で回った際、遠藤と福岡で会ったが、みんな緊張していたが遠藤はニコニコしていて「僕はお酒を飲まないのでごめんなさい」「麺が好きで」など気さくに話してもらったという。櫻井は、スターリンのステージとのギャップがとてもいいギャップに感じたという。
世の中の出来事ということで、トリノオリンピックで荒川静香が金メダル、青島幸男死去、ジェームスブラウン死去、音楽配信サービス開始、着メロ開始などに相槌を打ちながら聞いた。荒川静香のイナバウアーについてちわきは「櫻井さんも上体がイナバウアー状態」と振ると、櫻井は「背中がメキメキいっている」と笑う。
ちわきが「今日の一曲、どんな曲を聞かせていただけるでしょうか」と振ると、「どっから引っ張ってきたんだみたいな曲を」といい、中島みゆきのデビュー曲「アザミ嬢のララバイ」を研ナオコがカバーしたバージョンを紹介した。櫻井は研ナオコが好きだという。
曲が終わるとちわきは「素敵ですよね、研さんの歌声」と言い、櫻井も「とっても好きです、研さん」と言う。ちわきは「好きそう」と言うと櫻井も笑いながら「好きそうですか？好きです」と二人で笑った。
- 「くるみちゃんのともだち」

「ただ、ただ、猫を愛でる、それだけのコーナー、くるみちゃんのともだちです。いつも僕がブヒブヒ言っているのをせせら笑っているでしょう。今日は言いませんよ、ブヒブヒ」
と言ってコーナーが始まった。
1匹目の猫の紹介をする。「座るといつもしっぽマフラーをしているぼたん３歳メスです。友達になってくださいにゃ。ぼたんを、ぼっちゃん、ぼぼこ、ぼ、と呼ぶことがありますが、猫の名前を違う名前で呼ぶことはありますか？」というリスナーからの質問に対し、しゅがちゃんはすでにがっちゃんになっている時点で変わっていますと答える。答え終わる前にがっちゃんの鳴き声がし、櫻井は「ふーふふふ」と笑う。笑いながら「まるちゃんはブヒと呼んでいます」と、ブヒを伸ばし気味に言うとまるちゃんの鳴き声が登場し、「ねっ。ブヒブヒ」と笑いながら言うとまるちゃんのぐるぐるの声が登場する。「地鳴りのようなまるちゃんのぐるぐる、みなさん聞こえていますか」と言う。
くるみちゃんのことは小僧みたいなのでくるきちと呼ぶときがあると語る。リスナーの猫のぼたんのしっぽマフラーについて、「前の手をそろえて、後ろからしっぽでくるんといい感じでお手手をくるむ」と説明し、まるちゃんはそれほどしっぽが長くないことやベンガルの二匹は可愛くお手手をそろえてしっぽマフラーをしているという。猫あるあるなんですかねと言うと猫たちの鳴き声が登場し、「あるあるだよねー」と優しく言う。
- リスナーからの質問

「大人になって良さがわかったり心にしみたことは何ですか？」との質問に、「んー」と少し考え、お酒の味でしょうかと答えている。父親が酒におぼれていたので「自分はああならないぞ」と思っていたが、どっぷりおぼれている毎日であり、酒に逃げてはいけないが酒が逃がしてくれませんと語っている。
また他のリスナーからのメッセージを読み上げ「あっちゃんに質問です」まで読むと「あっちゃんでーす」と言い、
お化け屋敷や絶叫系についての質問に「僕はもう余裕で絶叫系苦手です。全くダメです」と答える。大人になってから一度騙されて乗ったらキャーキャー言ってしまい周りの子どもから指をさされたという。もう二度と乗らないしお化け屋敷も心臓に悪いからだめだという。
また深い曲を、と言い、「夜へ急ぐ人（ちあきなおみに捧ぐ）」を紹介した。
家でちわきなおみバージョンを探したがなかったので、元々友川カズキの曲なので友川カズキバージョンを流した。
- 「金曜夜のドライブタイム」

ちわきの「待った～？ごめんね～」とのふりに、櫻井は「いやそんなことないよ、三時間くらい待ったかな」と答えている。
リスナーから「櫻井さんこんばんは。毎週楽しみに拝聴しています。特にちわきさんとのドライブの小芝居がツボです。あの小芝居はアドリブですか」との質問に、櫻井は「ちわきさんが急に変化球を投げてきたのを僕は必死で受け止めようと食らいついた」と語っている。一度やめたらリスナーからもうやらないのかと聞かれたという。
前回の放送の美術館に行った話から、ちわきが横尾忠則の話をした。櫻井は幼少期に「みんなのうた」でモノクロの横尾忠則の絵を見たことがあり、ずっと心の中に横尾忠則という名前が残っていたという。
「遠近法だったり放射状のものだったり、モノクロだったんですけどそれを見てすごく惹かれるものがありまして、それから横尾忠則と言う名前がたまに僕の頭の中を横切ったりしていたんで、大人になって触れる機会がだんだん増えてきたのもありまして、偶然なんですけど雑誌で僕が横尾さんの展覧会の話をしたら横尾さんの事務所の方から招待状をいただきまして、それで一人で美術館まで足を運んで。一人で行くのがやっぱり好きなので。大変うれしかったです」と語る。ちわきは横尾がロックの方を好きだという話やカルロス・サンタナ、THE BEATLESのレコードジャケットを数々手掛けた話を挙げ、色の世界の素晴らしさや猫が好きだった話をし、櫻井も「感性がいつまでも尖っている」と興味深く相槌を打った。
櫻井が行ったのは東京都現代美術館で、「端っこ～のほうまで電車で行った」という。ちわきが「ふら～っと電車で清澄白河まで」というと「清澄白河初めて行きましたよ。小学校か中学校の子どもたちの作ったオブジェ、その時は大坂なおみさんのかかしみたいなやつだったりとか、商店街の両端に色んな作品があって、この街は楽しい街だなと思って」とやや早口で笑いながら語る。帰りにはその商店街の焼き鳥屋さんで一人で焼き鳥を食べた話をした。「もうおじさんですよ」と笑いながら話すと、ちわきは焼き鳥の好みを質問する。焼き鳥はカリッカリの皮の塩味が好きで、レバーはタレ派、焼酎と一緒に楽しみ、それを「そんなおじさんの夏でした」と笑う。
ちわきはドライブソング紹介の前振りとして「櫻井さんが紹介する切ない曲が楽しみ」と言う。
櫻井は「いつも切なくてすみません」と言い、 坂本九の見上げてごらん夜の星をを紹介する。
ちわきは「寒くなってきて星が綺麗に見えますね」と言うと「はい、もうほんっとに。群馬の方は星がめちゃめちゃ綺麗です」と言うとちわきは「いいな～。今度は星を見に連れて行ってください」と返した。
櫻井は「いいよ…」と低い声で答えてコーナーをしめた。
- 「くるみちゃんのともだち」２匹目の猫の紹介

くるみちゃんとがっちゃんと同じベンガルの女の子の猫のゆかりちゃんを紹介。「お手とおかわりができます。がっちゃんとくるみちゃんは何か特技がありますか？」というリスナーの質問に「くるみちゃんは玄関から逃亡するのが得意でございます。いつもこっちが忙しい時に飛び出るんじゃないっ」と言うとくるみちゃんの鳴き声が登場し、いつもそんなやり取りをしているという。「がっちゃんは可愛いんですよ。性格が可愛くて絶対に嚙んだりしない、くるみちゃんと違って」というとくるみちゃんの鳴き声が登場する。櫻井は「うう～～～ん、いつも噛むんじゃないか」と笑い、鳴き声が登場すると「怒ってるね」と笑う。まるちゃんは下手したらご飯を食べているとき以外はお腹を出して寝ているという。「もふもふだよね」というとまるちゃんの鳴き声が登場する。「がっちゃんは女の人が好きみたいであんまりあっちゃんに抱っこさせてくれないんですよ。寂しいなぁ」と言う。
- リスナーからのメッセージ

「あちゃーんはハンバーガーを食べる時にかぶりつきますか？」という質問に対し、「かぶりつきますよ、なんなら。かぶりつきますよ、なんなら。なんならね」と答える。最後の「なんならね」にはエコーがかかる。櫻井は「おふざけがすぎました」というが番組最終回の「名言」として選ばれる。
カルメン・マキの「時には母のない子のように」を紹介する。
また他のリスナーからおすすめがある。
「またここで一通お便り。お便りって言わないんですかね最近は」と言い、お便りを読み上げる。
「あちゃーんにおすすめのもの」との言葉に「あちゃーんに勧めてくれるんだね？」と挟みながら「それは瞑想です。インドア派のあちゃーんにぴったりだよ。目を閉じれば毎日あっち側に行けます」という言葉に「大丈夫ですかー？帰って来られますかー？」と言いながら、お便りを読み上げる。「あちゃーんの好きなデイヴィッド・リンチ監督も推奨しています」というとツイン・ピークスが好きで色々暗いものを観ているをする。僕は煩悩の塊なので20分も目を閉じれば寝てしまうかもしれないけど扉を叩いてみたいと思います、と答えた。
BUCK-TICKの「BRAN-NEW LOVER」を紹介する。
- リスナーからのメッセージ

最後の曲が終わる時、リスナーからのメッセージを複数読み上げる。
「ダンス天国」の曲の前の櫻井の掛け声「レッツダンス！」についてデヴィッド・ボウイが降臨したのかと思ったというリスナーからのメッセージに「ありがとうございます」と答えた。デヴィッド・ボウイが愛した京都で明日公演があるということに触れる。「ロームシアター京都に行きますがどんな服を着ていけばいいですか」というリスナーには「お任せしまーす」と答える。
放送日がロームシアター公演前日だったため、京都の思い出を語る。高校の修学旅行で和尚様の説法を聞かされた際、こんなお坊さん居るのかというくらい下ネタを言っていたという。また、引率の先生はその場で困惑しており、その顔は今でも忘れられないという。和尚様は尾関宗園さんという方で、帰りに本を買い、サインをしてもらったという。尾関宗園さんは櫻井の顔を見るなり「お主は女難の相が出ておる。女を見たら逃げなさい」と言ったという。櫻井は何のことを言っているのかと思ったが女難続きの毎日だという。また、一度会いに行ったのだが学会だったようで留守にしていたという。この修学旅行の思い出は饒舌に語られ、「どうでしたか？今回。どうもこうもないですよね。ちょっとおしゃべりが過ぎましたか」と思い出話を締め、BUCK-TICKのツアーの関西・四国公演のお知らせをして放送を終えた。
【オンエアリスト】

1： 空蝉-ウツセミ-/ BUCK-TICK

2： アザミ嬢のララバイ/ 研ナオコ 

3： 夜へ急ぐ人（ちあきなおみに捧ぐ）/ 友川カズキ 

4： 見上げてごらん夜の星を/ 坂本九

5： 時には母のない子のように/ カルメン・マキ

6： BRAN-NEW LOVER/ BUCK-TICK

### 第10回
2022年12月9日金曜日
- リスナーからの質問

「ご自宅に可愛い猫ちゃんたちがいて、どうしたらBABEL (BUCK-TICKの曲)のような歌詞がかけるのか、切り替えの方法は？」との質問に、「んー」と考えながら、「作詞をするというとレコーディングに入って頭の中がそれだけになってしまうんですね、器用にいろんなことをできるタイプではないので、寝ても覚めてもっていったら大げさですけどほんとにそれぐらい集中してその他のことにおろそかになって、食事やら睡眠やらバラバラになってしまいますね。制作の時期っていうのはピリピリして自分でも嫌な人になっていますけど、そういう時にこそ、くるみちゃん、がっちゃん、まるちゃん、いかがでしょうか」と言うと猫たちの鳴き声が登場し、笑いながら「ありがとうございます。いいですね、やっぱりね、癒されます。猫好きの方には共感していただいていると思いますが。何言ってんだこいつって方もいらっしゃると思いますが勘弁してやってください。決して犬嫌いでもありませんですし、犬は飼えれば飼いたいぐらいに思っております」と言ってから番組のハッシュタグなどを紹介する。
今日の1曲目として、BUCK-TICKの「無知の涙」を紹介する。
- リスナーからのリクエスト

兵庫県神戸市のリスナー、東京都江戸川区のリスナーからリクエストを紹介する。
「最近、80歳になる母から『無知の涙ってどういう曲？』と質問されてビックリ。私の大好きなBUCK-TICKをYOUTUBEで検索してはまって見ているとか。35年前は認めてもらえなかったのに…」というリクエストに、「ああ、嬉しいですね、80歳のお母さま」と答える。続けて「ちなみに母の推しは、私と一緒で、櫻井さん」というメッセージに「ん～、ふふふ」と笑いながら喜び、「ありがとうございます。素敵です」としめた。
- 「FIVE YEARS」2011年櫻井敦司45歳の思い出

ちわきから「この年は忘れることはできない東日本大震災、BUCK-TICKはツアー延期があった」という話を振られる。「そうですね。もう何事かと思うくらいの衝撃を日本中の方海外の方が受けたと思う」と話す。「RAZZLE DAZZLE」を携えたツアーを見合わせたり延期になった話がちわきからあると「日本中重苦しい空気、目に見えない放射能や得体のしれない恐怖」と語る。また、現在も東日本大震災へ義援金を送っている話があり、僅かだが自分たちにできることをしていること、何かの足しになればいいということを語っている。また、芸能をやっている方々が無力感を感じ、自分たちに何ができるのか、何もできない無力感を感じながらも一人一人が何をできるのかを考えた時だったという。BUCK-TICKにも新たな転機があり、オリジナルレーベルである「LINGUA SOUNDA」の立ち上げを挙げている。櫻井は、東日本大震災については今でも苦しんでいる人のことを思うと音楽って何なんだろうと考えてしまうことがあるが、被災地から「楽しみにしている」という声を聞くことで救われ、喜んでくれる人が一人でもいるならやっていて良かったと思える、と語っている。2011年の45歳は今の自分とそんなに変わらないのではないかと聞かれると、今とそんなに変わらないが今の方がこのころより元気だったという。
櫻井が選んだ曲を「今夜はわりと洋楽が」とちわきが言うと「先週が恐ろしいほど暗かったので」と笑い、「好きな世界ではあるんですけど、今週は洋楽を中心に」と紹介につなげた。 The Power Stationの曲「Some Like It Hot」ついては「格好いい。いいおじさんの格好良さ」と褒める。いいところを「泥臭いというかジェントルマン、色気」を挙げるとちわきは「色気と言うと櫻井さんに通じるのかな」と櫻井を誉め、櫻井は足元にも及ばないと謙遜する。
- 「くるみちゃんのともだち」

1匹目の猫「ビニール袋を被るのが大好きなししまる、通称まるちゃんです。かぶりたては嬉しくてぐるぐるしちゃう」という猫の紹介。櫻井は「変な癖を持っている猫ちゃん、いますよね」と答える。「櫻井家の猫で変わったことを好きな猫ちゃんはいますか？」という質問に「自宅のベランダを開けるといつの間にか3匹の猫がベランダにいて、まるちゃんはおでぶちゃんのくせにベランダの上に乗って植木をぐしゃぐしゃにしてしまうんですね。最近寒くなってきて閉めたいんですけどがっちゃんは逃げ回って捕まえられないんですね。いつもと違う場所で嬉しいんでしょうね。くるみちゃんは飽きたらスッと家に入っている。まるちゃんはずっと下を見ているんですね。植木のことはいいとして、落ちて誰かの家の猫にならないようにと思っています」と笑いながら話す。猫の名前が出ると猫の鳴き声が登場し、そのたびに「可愛い」「自分の猫の声を聞いて可愛いとか言って大丈夫かな」など自分への突っ込みもしつつ、笑いながら3匹の猫について語る。
静岡県のリスナーからの「猫のひげが落ちていませんか？前までは捨てていたのですが、最近は保管しています」という質問に、ひげが落ちているが保管しないと答えている。「収集癖はございません。気持ちはわかります」と答える。また、東京都狛江市のリスナーから「櫻井さんが猫吸いしている絵を描きました。櫻井さんは猫吸いしますか？」との質問に、「猫アレルギーなので“猫吹き”をします。まるちゃんのお腹にふーっと吹きかけています」と答えている。猫を飼っていると変な自分になるという。
次の曲の紹介として、Duran Duranのメンバーについて語る。ギターのアンディ・テイラーは重い病気と闘病中で、櫻井は頑張れという言葉を人に言うのはあまり好きではないので言わないが、いつも格好いい曲を聞かせてもらっていると言って「Planet Earth」を紹介した。
- 「金曜夜のドライブタイム」

ちわきの「ガソリン大丈夫？」とのふりに櫻井は「大丈夫だよ、ガソリンスタンドなら隣町に、ある、かな」と返し、ちわきは「なかったらどうすんだよ…」と返す。櫻井は「アリゾナだからな、ここ」と返すとちわきは「え…砂漠じゃん」と返して笑ってコーナーが始まる。
「今日もドライブ行きましょうか」というちわきに「行こう」と囁くように答える。新潟県上越市のリスナーからメッセージがきており、「ドライブと言えばあっちゃんの自動車学校の思い出はありますか？」と言う質問に答える。ちわきから18歳になってすぐに取りに行ったのかと聞かれると、「早生まれなので、1学年下の子と一緒に通っていた」という。マニュアル免許取得の際に、教習所から出てすぐの道が急斜面だったため路上デビューが坂道発進で大変だったという。
リスナーは「オートマ限定解除のために18年ぶりに自動車教習所に通っている。練習はひやひやもので、手足が思うように動かず、学校の行き帰りにBUCK-TICKを爆音で聞いて自分を奮い立たせている」といい、櫻井は「奮い立たせ…危ないですね、大丈夫でしょうか」と笑う。坂道発進についてちわきは「半クラッチは足をゆっくり上げなくてはいけない」と言うと櫻井は「結構な高等技術ですよね。そこで割と2台3台で出ていくとギッチギチでかなり緊張感ありますね。下がっていくとみんな下がんないといけなくて沈んでいく人もいる」と思い出しながら笑う。ちわきは「今はオートマが楽だと言っていましたが今でもできますよね？」と聞くと「足がプルプルすると思う」と笑った。リスナーへのアドバイスとして「あまり音楽を爆音で聞いて集中力を切らさないようにし、制限速度を守り、踏切では少し窓を開けて電車が来るかどうか確かめてください」とてきぱきと答える。また、平地でもノッキングと言ってカクカク進んで行く人がいて、笑ってはまずいが笑ってしまうと言っている。櫻井の通っていた自動車教習所は「関越自動車教習所」という名で、「関越」と呼んでいた。ちわきがリスナー名を読み上げ終わった時、とても小さな声で「はいっ」と言った。
ドライブソングの紹介時、櫻井は「聞いてね。T.Rexで『Metal Guru』」と紹介した。
- 「くるみちゃんのともだち」２匹目の猫の紹介

「パステル三毛のミッケと申します。2歳半の女の子です」というリスナーの三毛猫に「ああ、可愛い。ほんとに三毛ですね。可愛い顔をしていますね」と褒める。「病院の先生や看護師さんに自らすり寄っていくような人懐っこい子です」ということで、くるみちゃんの話をする。「ほんとに人懐っこいんですね。意外や意外知らない人がきても全然平気でそばにいって鼻をゴンゴンぶつけていくガッツのあるくるみちゃんです。ただ、すぐ逃げちゃうんだよね。そうやって玄関からすぐ逃げようとして。忙しい、急いでるって時に…って前も言いましたね。まるちゃんはですね、体を触られるとたまに急に怒りモードになってカプッってなったりするんですけど、首から上は大歓迎でぐるぐるいっております。いつも僕のベッドを占領しているのであまり人の前には登場しませんが。そしてがっちゃんは来てまだ一年半とかなんですけれども、やっぱり女の人が好きみたいですね。僕にはつれないんでございますけど。自分の場所、たとえば押入れが好きみたいで暗闇でお腹出してるんですけども、そういう時は僕にも触らせてくれるんですね。もうちょっと撫でたいんですけどねぇ。撫でさせてくれませんね」と言い、がっちゃんの鳴き声がするとリスナーに呼びかけるように「可愛い声でしょう？って親バカ、親じゃないんですけど」と笑った。
- リスナーからの質問

岡山県岡山市のリスナーから「あちゃーんこんばんは。私の仕事はWEBデザイナーやアートディレクターなのですが、アイデアがわかない時は辛いです。櫻井さんははインスピレーションが欲しい時どんな行動をしますか？教えていただけると嬉しいです」との質問に、「物を作るって、ですよね。ですよねって、出てこない時がっかりしますよね、自分にたいして。だけどひねり出さなければ物事が進まない。妥協したくない、ってことですよね。わかります。お前に何がわかると言われたらすみません」としたうえで「音楽から一瞬離れてその辺にある小説だったり本だったりそういうものをパラパラと見たり、映像作品を見たり、
普通にYOUTUBEで他の人の映像を見たり、少し自分と距離を置くっていう感じでしょうか。ですけどやっぱりどうしても頭の中には自分の作品に対して、うーんと力んでしまいますよね。僕の場合は他に頭、思考を持っていくという感じでしょうか」と答えている。何にも出てこない時は辛いという。「頑張りましょう。頑張れっていうの嫌いって言っておきながら、頑張りましょう」と、Duran Duranの「Planet Earth」を紹介するときに、頑張れと言うのは好きじゃないと言った話を交えて励ました。
福島県相馬市のリスナーから来た櫻井の腕時計への質問に対しては「タグホイヤーのセナモデルかな、と一瞬思いました。この時計はだいぶ前にしてましたね、F1レーサーのアイルトンセナさんのモデルがタグホイヤーから出てまして、それは30歳ぐらいの時かな？にしていましたね。バンド、音楽活動で20年とか30年だとか、よく自分にご褒美という言い方しますけど、なんか僕もいい大人になったから腕時計でも見てみようかなってふらっと行って初めて見た時計がゼニスっていう時計なんですけど、スイスかな？盤面と言いますかフェイスが気に入っていまして、ちょっとスケルトンだったりするんですが、今しているのは普通にシンプルな黒革のこれもゼニスの小さいのなんですけど、なんかゼニスに惹かれただけなんですね。ご褒美なんで、たまにはいいかなって思いお金を使いました。すみません、ありがとうございます」と答えている。
QUEENの『Don't Stop Me Now』を流した後、「何年か前に映画でQUEEN『ボヘミアン・ラプソディ (映画)』、僕も映画館に4回ほど見に行きまして、なぜか4回も映画館に行きました。DVDも購入しているのにもかかわらず。役者さんたちが素晴らしい演技で、よくあるのはちょっとこうガッカリしちゃうようなバンドとかアーティストの映画だとかもあるんですが、QUEENは本当に映画として成立して、役者さんも似ている方はほんと似ていますね。もうほとんど4人とも似ているんですけど、ほんっといい流れの映画だったと思います。もし機会があったら、QUEENを知らない方も観れると思います。フレディさんに捧げたいと思います」と、映画を何度も観に行った話をした。
その後、BUCK-TICKの「楽園」を紹介した。
この曲にリクエストを寄せた千葉県千葉市のリスナーのメッセージを読み上げる。
「コンサート途中にびっくりしたことの報告です。14歳からコンサートに行き続けていますが、ずっと無表情に近い真顔でステージを見ていると思いこんでいたんです。それが川口公演の途中で自分が口角が上がっていることに気づいて、笑っているってわかったんです。今まで気づきませんでした。自然に笑顔になってしまうほど楽しんでいたんでしょうね」という内容に、「ええ話やなぁ～。ありがとうございます」と嬉しそうに答えた。
神奈川県横浜市のリスナーからは「ラジオを聞いていてくるみちゃんまるちゃんがっちゃんに甘々な様子の櫻井さんですが、3匹に怒ってしまうことはあるのでしょうか」という質問に、「あるんです。もう…いけないとは思いつつ…あるのです。特にね、やんちゃなんですよくるみちゃんが。ほんっとに。いつも言いますけど逃げ出したり僕の手にカプッって噛むんだけど結構な痛みがあるんですけども。僕が廊下をあるってると物陰から飛びついてくる、そういう野生児なんですね。ね。たまに怒るよね。ごめんね。ごめーんね、ごめーんね」と最後はくるみちゃんの鳴き声と会話するように話す。「でも、可愛くてしかたないんだからね。ごめんね。ずっと一緒にいようね」と、鳴き声と交互に話す。
番組のタイトルの後に
「櫻井さん最近慣れてきましたねとよく言われますが、いっぱいいっぱいでございます。おききづらい点もあると思いますが、これに懲りずにまた来週聞いてください。今ツアー中のBUCK-TICKですが、明日は名古屋。んー、名古屋は本当にお世話になりました。あのコロナの時には名古屋の医療関係者の方にはほんっとにお世話になってしまいました。明後日は静岡、そして15日には千葉でライブです。12月19日20日大阪フェスティバルホール、近づいてきましたね。大阪の皆さん、ぜひライブ会場でおあいしまひょ」と、大阪のファンにあてたメッセージは大阪弁で話す。
石川県金沢市のリスナーからの「あちゃーんに質問です。コンサートのMCは事前に考えているのですか？それともアドリブでしょうか？あちゃーんのおしゃべりたくさん聞きたいよ。多めにおはなししてくれると嬉しいよ」という質問には「アドリブと言いますか思い付きですね。その日その日その場でちょっとしゃべろうかなとか、昨日こんなことがあったな、っていうのを思い出しながら、考えながらしゃべっているので支離滅裂で、ちょっとこう変にサービスしようと思ってボケたりすると見事に失笑を買うんですよね。慣れないことはしない方がいいと思いました。でもたくさんおしゃべり聞きたい…このラジオを聞いていただけたらいいと思います。何の宣伝だかもう…。ほんとに寒くなってまいりました。皆さん、お体にお気を付けください。また来週お会いできるのを楽しみにしております。それでは素敵な週末をお過ごしください。BUCK-TICK櫻井敦司でした」としめた。

【オンエアリスト】

1：無知の涙/ BUCK-TICK

2：Some Like It Hot/ The Power Station  

3：Planet Earth/　Duran Duran 

4：Metal Guru/ T.Rex

5：Don't Stop Me Now/ Queen

6：楽園/ BUCK-TICK

### 第11回
2022年12月16日金曜日
- リスナーからのメールを読む。櫻井の語りが成長しているとの内容に、「大丈夫ですよ、ちゃんとやってますよ」と答えた。「最初にあっちゃんくるみちゃんという時は恥ずかしくて笑っていましたけど、慣れって怖いですね。いやだわ」と言っている。

ニーハイが落ちてこないが ソックタッチを使っているのかという質問には、血が止まるほどきついものを履いていると答えている。
- 「FIVE YEARS」2016年櫻井敦司50歳の思い出

ちわきは、2016年と言えば9月11日に「 CLIMAX TOGETHER 3rd」が行われたこと、レコード会社が日本ビクターに戻ったこと、「アトム 未来派 No.9」が発売されツアーが行われたことを挙げる。50歳という年齢については開き直ったという。また翌年の30周年の映画『BUCK-TICK CLIMAX TOGETHER ON SCREEN 1992-2016』の試写会が藤岡市で行われたことを挙げ、実兄が見に来て手を振っていたことを父兄参観の恥ずかしさ、照れだと言っている。上毛新聞社の記者が来たが中学時代の同級生だったという。俺は田舎のスターだぜ、というガラではないと言っている。
世の中の出来事として、 アメリカ大統領選でトランプ当選、イギリスの欧州連合離脱、東京都知事選挙で小池百合子当選を挙げた。
- 「くるみちゃんのともだち」

リスナーからの「一番のいたずらっこは」との質問に「もちろんくるみちゃん」と答えている。いつも何かを咥えて逃げるという。
最近は寒くなってきたのでくるみちゃんが布団に入るようになってきたが顔を踏むのはやめてほしいという。顔と認識していないのではないか、と言っている。また、夜中に金縛りしたと思ったらまるちゃんが布団の上に乗っていたという。寝室の端にがっちゃん専用のベッドを置いたらそこに寝るようになった。夜中にザッザッという音がして、とうとうオカルトきたと怖い思いをしたが、がっちゃんが毛づくろいをしていたという。
- リスナーからの「櫻井さんのことをあっちゃんと呼ぶことが出来ない。愛称で呼ぶ勇気をください」というメッセージに対しては「どーんどん呼んでください。大丈夫ですよ、いいおじさんに“ちゃんづけ”で全然平気ですよ。負けませんよ。あちゃーんでもいいですよ」と答えている。

- 曲紹介では次の曲を「昭和を代表する素晴らしい曲」「コロナ前はカラオケで歌いあげておりました。それでは聞いてください。平浩二さんバス・ストップ！」と力強く紹介した。

- 「金曜夜のドライブタイム」

ちわきの「イルミネーションキラキラだね」に対して櫻井は「君もだよ」と返した。ちわきは「嬉しい。 フェスティバルホール近くの歩道もキラキラだったよ」と返し、櫻井は「君の方がキラキラだよ」と返した。ちわきはさらに「え～あっちゃんだっていっつもキラキラだよ」と言うと櫻井は「どよどよしてるよ」と笑いながら返した。
車の話では、高校1年の時に同級生がバイクの事故で2名亡くなり、学校では自動車教習所に通うことを禁止した。同級生はバイクの免許を取っていたが櫻井は3月生まれのため免許をとっておらず、免許をとる前に教習所通いが禁止されたためずっと取れなかった。もしバイクの免許を取ったらイタリアのドゥカティに乗りたいと言っている。櫻井の兄は 碓氷峠でライダーだったという。レースの道は母が心配するからと断念したが、今はハーレーに乗り、息子とツーリングをしているという。ちわきから「いつか兄弟ツーリングは」という提案に対して櫻井は「わたくし、後ろかな」と答えた。ちわきが「サイドカーは」と言うと櫻井は笑って「どうせ横か後ろですよね」と返した。
- リスナーからきた「形が格好いい都道府県第一位が群馬県でした。茨城県は猫が前足をそろえてちょこんと座っているように見える」というメッセージを紹介し、「猫が…あっ、ほんと、なるほど、あっほんとだす、ほんとだすね、ほんとですね」と笑いながら答えた。また群馬の上毛カルタを紹介し、取ると一目置かれる最強カードは「つ」だという。

「本を買う時はネット派？本屋派？」との質問に対しては、本屋派だという。哲学のコーナーもあり、一番好きなコーナーだという。アダルトコーナーはさすがに行けなくなったという。
「私は雨女ですが穏やかな雨は好きですか？雨音は好きですか？」という雨の質問には「雨は好きです。僕はじめっと感、じめじめしています」と答えている。
「関西公演では関西弁がとても上手なのですが耳がいいせいでしょうか？難しい方言はありますか？」との質問には、関西弁が好きで、若いころは群馬の方言が恥ずかしいと思ったこともあったけど大人になってからいいなと思うようになったという。難しい方言というと関西弁も難しいと言っている。質問に答えている間に京都弁を挟みながら、北海道や九州の方言も良いと語っている。
【オンエアリスト】

1： 禁じられた遊び -ADULT CHILDREN-/BUCK-TICK

2：  忍びのテーマ/ 水原弘 

3：  バス・ストップ/ 平浩二 

4：  Moon Child/ ICE

5： 雨音はショパンの調べ/ 櫻井敦司

6： Solaris/ BUCK-TICK

### 第12回
2022年12月23日金曜日
- リスナーからの質問

「雪、好きですか？」という質問には、「東京では滅多に雪が降らないが、白いバージンスノウを見ると汚れたわたくしも少し心が綺麗になったのかなと錯覚をおぼえる」とこたえた。また「スキーできますよね？」との質問には、藤岡市はあまり雪が降らなかったため滑れないと答えている。寒いので温かく過ごしてください、とリスナーに呼びかけた。
- 「FIVE YEARS」2021年櫻井敦司55歳の思い出

ちわきからは「今の櫻井敦司さんを」ということで「コンスタントに作品を出し続けている稀有な存在」と紹介される。コロナ禍にライブができないことについてちわきから振られると、「音楽の業界ならず演劇だったり映画館も閉めていかなければいけなかったり大変な時期だった。ただ人間はタフでどうにかしてどうにかならないかという糸口を見つけ、音楽の方も何とかなってきた」と話している。ちわきは櫻井が医療従事者への気遣いを発信をしていたことを挙げ、「僕が長い時間、長い日数入院した時に天使に見えた。最前線で戦う皆さんには頭が下がる思い」と感謝の気持ちを述べた。アニバーサリーツアーについては「今まで行かれなかったら地方に行かれるようになり、マスクをして歓声を上げられず不自由な思いをしていると思いますが、いつまでも拍手をしてくれて違った感動がある」ということを語っている。ちわきからターニングポイントを聞かれ、21歳の時にビクターの人に拾ってもらえたこと、25歳の時に母親が亡くなったこと、そこから色々あったがまたビクターに戻ってきたこと、ライブができるのが当たり前ではないと自覚と覚悟ができたことなどを挙げている。ちわきから「言葉を丁寧に選んでいる」と言われた際、櫻井は「選びすぎて間が開いてしまう」としながらも、照れながら「当たり前のことが出来るようになった」と答えている。ちわきに鍛えてもらったという櫻井に、ちわきは「私が鍛えたのは小芝居だけ」と笑って答えている。母親が言った「いってらっしゃい」という一言が今にも繋がっているし、自分たちの活躍を喜んでもらえていたことやファンが今でも母親のお墓参りをして母親のファンでいてくれることなどが原動力と言っている。自分の知り合いが亡くなったりすると、一期一会という言葉がしみるようになってきたという。
オンエアした「FORBIDDEN COLOURS」の後には、デヴィッド・シルヴィアンのバンド名がジャパン (バンド)であり、ギタリストに土屋昌巳がいることから「これ以上のてんこ盛りはない」と語っている。
- 「くるみちゃんのともだち」

リスナーから寄せられた6か月の三兄弟の写真について可愛いと言い、耳たぶを吸ってくることには「お母さんのおっぱいを探しているのでは」と答えている。自身も愛猫にふみふみされると嬉しいと答えている。耳たぶを吸う猫は珍しいのかという質問には「珍しいのではないでしょうか」と答えた。
リスナーから寄せられた、障子をバリバリに破いた猫の写真については、「やりますよね、障子は。必ずと言っていいほど。うちも昔障子ありましたけど、僕がやっていましたもんね、バリバリ。猫の気持ちがわかりますよ。楽しいんですよね。すごく怒られますけどね」と語っている。
また、高松公演から帰ってきた際は、玄関を開けたらくるみちゃんがすぐに逃亡してしまい、大きな荷物を持って帰り足が痛い中追いかけたという。その後、おなかを出してゴロンゴロンしたくるみちゃんを見たら疲れが吹っ飛んだという。
- リスナーから寄せられた「くるみちゃん、がっちゃん、まるちゃんのLINEスタンプがあったらすぐに買うのでご検討を」とのメッセージには「ご検討してます、近々にご用意したいと思います」と答え、スタッフがランダムに入れる愛猫の録音の鳴き声には「今の可愛かったなぁ、がっちゃんが1テンポ遅れるのがまたたまらん」と言っている。また「あちゃーんはご自宅でどんな格好をしていますか」という質問には「ネグリジェ…ネグリジェって昭和ですよね、ではなく、パジャマで、パジャマって言うのかな男の人って。まあ適当ですね、ルームウエアなんか着ていますよ、猫のプリントの。あるんですね、頂いたのであるんですよ。同じの2枚くらいいただいて。よく爪が引っかかっております」と答えている。

- 「金曜夜のドライブタイム」

ちわきは「サンタさんに何お願いした？」と聞かれ「それはちょっと言えないな…放送できないもん」と答えた。ちわきは「さすが大人」と答え、櫻井は「だって…」と鼻息を荒げ、ちわきは「言っちゃいけないだね」と言い、二人で「言っちゃいけない」「それはいけない」など続いた。櫻井は「すみません、ついつい、しもの方にいってしまうので怖いんです…」と笑った。世の中はメリクリでございますよ、というちわきには「今年はにぎやかですね」と続けた。
リスナーからの「櫻井さんは自分で車の掃除やメンテナンスをしますか？」という質問には「ものぐさなのでプロの方にしてもらう。洗車をすると雨が降るというスパイラルに巻き込まれている。でもその筋のプロにピカピカにしてもらうと気持ちがいい」という。ネコ科の車メーカーのため、メーカーから猫のぬいぐるみをもらったので車の中に置いている。ちわきから「昔、土足厳禁の車がなかった？」とのふりには「ありましたね。それで履物がアスファルトの上に残されているのはよくありました。群馬は車社会なので、ちょっとお行儀がいい方たちはそういう車に乗って履物を置いて行かれることは多々ありました」と笑った。お正月は箱根や富士山に行っていたが渋滞が嫌いだと言う。真っ直ぐな道なのになんで渋滞が起こるのかと言っている。
- 「SuicaかPASMOはお持ちですか？チャージの方法は？」との質問には「チャージの方法は、駅行ったらチャージって書いてあるでしょ？僕は普通にSuicaで。あのペンギン可愛いですよね。チャージはしとったらええんちゃいますの？」と言っている。バスにも乗り、高いところから街並みを見るのが楽しいという。

- リスナーが原田の事務所に「櫻井がラジオで『キャンディ (原田真二の曲)』をかけた」と伝えたところ、原田本人に伝わったという。広島公演に原田のマネージャーが訪れ、広島のお好み焼きをたくさん差し入れしてくれたと話している。ラジオの力ってすごいんだなと言っていた。

【オンエアリスト】

1: DIABOLO/ BUCK-TICK

2: FORBIDDEN COLOURS/ デヴィッド・シルヴィアン & 坂本龍一 
 
3: Mon doux Soleil/ 大貫妙子 

4: 木蘭の涙/ スターダストレビュー

5: Happy Xmas (War Is Over )/ ジョン・レノン & Yoko Ono

6: ゲルニカの夜/ BUCK-TICK

### 第13回
2022年12月30日金曜日
- リスナーからの質問

「太ももの美しさの秘密は？何石鹸を使っていますか？」に対して「太もも、そんな美しくもなんともないです。石鹸、全くこだわっていませんので何でもいいです」と答えている。
ネイルについての質問については、「ステージではプロのメイクさんに塗ってもらっている。昔は自分で塗っていたが左手で右爪を塗ると大変なことになる」と答えている。
- 12回までの名言集

＜第1回 10月7日＞
　はじめてのハッシュタグに笑いがとまらない。
＜第2回 10月14日＞
　くるみちゃんの鳴き声の受けが初々しい。
＜第3回 10月21日＞
　はじめての小芝居。
＜第4回 10月28日＞
　「このまま大好きでもいいですか？」
＜第5回 11月4日＞
　「こう見えて麺類好きです」
＜第6回 11月11日＞
　初めての単語：スコ姉妹。「猫カフェの店長でぇす」
＜第7回 11月18日＞
　“櫻井さん”と書いてあっちゃんと読む。
＜第8回 11月25日＞★MVP★
　　男ざかりの意味・放送ギリギリの小芝居・あちゃん祭り
　　～「あっちゃん電車乗るよ」　クレームはスルー。
　　「着たいものを着ればいい、食べたいものを食べる、飲みたい酒を飲む」（名言！）
＜第9回 12月2日＞
　3時間待たせた棒読み小芝居。「かぶりつきますよ、なんなら」「女難の相が出ておる」
＜第10回 12月9日＞
　「くるみちゃん、ずっと一緒にいようね」
＜第11回 12月16日＞
　関西弁が好き。
＜第12回12月23日＞
　「Suica持ってます」

ちわきの「いかがだったでしょうか、櫻井さん」に対し櫻井は「ボケてるなぁと」「天然ですかやっぱり」と答えている。あちゃーん祭りに対しては「あちゃん、発見しましたね」と答えている。「発音は何がいいですか？あちゃーんですか？」などイントネーションを聞かれた際は「昔のスタッフが“あっちゃん”と呼んでいたのですが、語尾が上がるのが新鮮でした」と答えている。大阪フェスティバルホールでの関西弁について櫻井は「似非関西弁」と言っている。初めの自分のDJについて「最初は緊張して棒読み状態だったけど、途中で脱線して自分なりに楽しんだ。週に何百ものリクエストが来て、みんなが参加しているのが幸せな3か月だった」など話している。
ちわきから「今日のファイナルでもさらに上をいく何かが飛び出すかも」と振られると櫻井は「もう勘弁してくださいよ、下ネタしか残されていません」と笑って答えた。
- 「くるみちゃんのともだち」

「くるみちゃんたちもお風呂は好きかにゃ？」という質問には「くるみちゃんは好奇心旺盛で、バスルームに入ってきて、僕は結構お風呂を洗うんですよ、あ、誰も聞いてないですよね、シャワーで洗っていますとくるみちゃんが入ってきてシャワーを追いかけまわすんですよ。そしてびしょびしょになって遊んで、びっちゃびちゃのまま行ってブルブルブルって感じですね。まるちゃんとがっちゃんはお水が怖いんでしょうかね、誘ってもすぐドアを突き破る勢いで出ていきますけど。ドカーン！って」と語っている。
スコ座りをする猫について、自身の愛猫の座り方について語っている。
- リスナーからのメッセージ

「早生まれで良かったと思うことはありますか？」に対して、小学校でならばされると一番後ろか後ろから二番目ぐらいで、予防接種で並んでいるとずっと恐怖を最後まで味わわないといけないと言っている。三月の響きが好きになってきた。弥生であったりパイシーズであったり芸術家にとってもいいらしいですよ。前向きに行きましょう三月生まれの方、と語っている。
また、一人で行かれない場所はという質問に対しては、「あちゃーんはね、一人焼肉も行くし、テーマパークはあまり一人では興味がわかないけど一人旅は行きますね。温泉だったり一泊二日でどこでも一人で行くの好きです。一人で行けない場所、やはり人が多いところは苦手なので。あとは、裸だらけの男性がいる銭湯などは苦手かもしれないです。男の出汁が出ている気がして。すみません、銭湯好きの方」と答えている。
- 「金曜夜のドライブタイム」

ちわきの「今夜が最後ね」という振りに対し、櫻井は「えっ、そんな。嘘だろ」と返している。
櫻井の今までの愛車の遍歴の話であり、櫻井は「長いのだと某ポルシェが25歳の時からから31歳ぐらいまで6年間で、距離が10万を超えましたね。失ったものを取り戻しに、富士山の周りをぐるぐる回っていました」と答えている。愛車との別れについては、「新しい車にも魅力が満載なので、この移り気な私を許してくださいと見送りました」と答えている。
ちわきは「3か月という短い期間ですが刺激になりました」と振ると櫻井は「いちリスナーとしていつも車で聞いてきましたので、やってみて自分で大変ですけど聞いてくれる人がこんなに楽しんでくれるんだと思うとやりがいと感謝の気持ちで、なんかマジメくさったコメントですけど、そういうのをすごく感じた3か月でしたね」と答えている。ちわきと櫻井は軽快なやり取りをし、「もし良ければ」「はい」「またこれからも」「はっ！」「ラジオを？」「へっ！」「やってもいいかなみたいな？」と今後のラジオDJへの意欲を聞いている。櫻井は「これでこう軽く返事をするとあれですが、また機会があったらまたこう、エロトークで攻めていけたらいいなと思います。もう放送禁止バンバンで」と答え、「冬の海にちわきさんを横に乗っけて行こうかなと思っています」と、沢田研二の『渚のラブレター』を紹介した。
曲が終わってからちわきは「またどこかで会ったら乗せてくれる？」と聞き、櫻井は「もちろんだよ」と答えている。
- リスナーからの質問

「最初に“あっちゃん”という愛称をつけたのはどなたですか？」に対し、「親なんでしょうね。昭和40年くらいに「アッちゃん」というテレビ番組が、ドラマみたいなのがあってそこからとったって、もうちょっと格好いい出所はなかったのかと言った覚えがありますけど、あっちゃんと呼ばれるのは今でも気に入っていますね。いつまでもあっちゃんと呼ばれても、50になっても60になってもいいです。あちゃーんでも。リカちゃんはリカちゃん人形があるからやっぱりリカちゃんですよね。いいんじゃないでしょうかね、お年を召したおばあちゃんになってもリカちゃん。なんかすごく素敵ですよね、逆に。逆って何！ってなっちゃいますね」と話した。
番組最後の質問「櫻井さん、おでんは好きですか？好きな具があれば教えてください」に対し、「ええ…僕は白滝が大好きです。いけませんか？大根派の方々、たまごも大好きです。いけませんか？はんぺん派の方々」と答え、「ラストにふさわしいご質問、ありがとうございました」と〆た。
- 最後のあいさつ

「三か月お届けしてきましたが、本日がファイナルになります。レコーディングと平行してツアーもやりながら忙しくしていましたが、だんだんとラジオで自分一人のトークでリラックスさせてもらったというのがだんだんと芽生えてきました。最初は軽く考えておりました。申し訳ございません。やってみると色んな方が聞いて色んな思いがあって、僕の声とか褒めていただいて、本当に幸せな三か月間でした。泣いていいでしょうか。くるみちゃんとかまるちゃんとかがっちゃんとか僕の飼ってる猫を皆さん可愛がっていただいて、みなさんと共通の猫の話とかできたり、また猫のこととか会話の中で関係なく僕のことも知らずに聞いて下さった方もいらっしゃるみたいで、本当に素晴らしい時間を過ごさせていただきました。FM COCOLOのディレクターの方、プロデューサーの方、そしてちわきさん、ほんっとうにありがとうございました。そしてリスナーの皆さん、ありがとうございました。心より感謝いたします。今レコーディングしている最中ではありますが、3月8日に2023年第一弾シングルとして『太陽とイカロス』という曲が発売予定です。そして3月22日には第二弾シングル『無限LOOP』こちらも発売予定、ニューアルバムも4月発売予定でございます。そしてアルバムの全国ツアーが20本、予定でございます。あ、また変なこと言ってるかな。是非皆さん、2023年もBUCK-TICKをよろしくお願いいたします。そして皆さんのご多幸とご健勝をお祈り申し上げます。最後のファイナルの曲を聴きながらお別れとなります」と挨拶し、リクエストをしたリスナーの名前を複数読み上げ、『幻想の花』を紹介して番組を終えた。

【オンエアリスト】

1: 世界は闇で満ちている/ BUCK-TICK

2: 何故私に愛を語らない/ 若林ケン 

3: 大阪で生まれた女/ 萩原健一

4: 渚のラブレター/ 沢田研二

5: サヨナラワルツ/ THE MORTAL

6: 幻想の花/ BUCK-TICK

## リンク
- 番組ブログ個別リンク
  - 「BUCK-TICK 櫻井敦司とくるみちゃんの部屋」#1： 35年にして初の経験｜THE MUSIC OF NOTE｜FM COCOLO
  - 「BUCK-TICK 櫻井敦司とくるみちゃんの部屋」#2： 全部ひらがなです・・・のトラップを乗り越えて｜THE MUSIC OF NOTE｜FM COCOLO
  - 「くるみちゃんのともだち」 #2： ちわきミトンちゃんと、ドロンジョ（仮）さん｜THE MUSIC OF NOTE｜FM COCOLO
  - BUCK-TICK 櫻井敦司とくるみちゃんの部屋 #3：今井さんお誕生日おめでとうございます。｜THE MUSIC OF NOTE｜FM COCOLO
  - 「BUCK-TICK 櫻井敦司とくるみちゃんの部屋」#4：生まれた瞬間に聞く Alice in Wonder Underground｜THE MUSIC OF NOTE｜FM COCOLO
  - 「BUCK-TICK 櫻井敦司とくるみちゃんの部屋」#5：櫻井敦司20歳の頃｜THE MUSIC OF NOTE｜FM COCOLO
  - 「BUCK-TICK 櫻井敦司とくるみちゃんの部屋」#6：好きな香水ありますか？｜THE MUSIC OF NOTE｜FM COCOLO
  - 「BUCK-TICK 櫻井敦司とくるみちゃんの部屋」#7：正解はくるみちゃんとまるちゃんでした。｜THE MUSIC OF NOTE｜FM COCOLO
  - 「BUCK-TICK 櫻井敦司とくるみちゃんの部屋」#8：ぶひぶひのひみつ｜THE MUSIC OF NOTE｜FM COCOLO
  - 「BUCK-TICK 櫻井敦司とくるみちゃんの部屋」#9：B-Tが京都にやってくる｜THE MUSIC OF NOTE｜FM COCOLO
  - 「BUCK-TICK 櫻井敦司とくるみちゃんの部屋」#10：猫はいいよね～｜THE MUSIC OF NOTE｜FM COCOLO
  - 「BUCK-TICK 櫻井敦司とくるみちゃんの部屋」#11：方言はいいよね。｜THE MUSIC OF NOTE｜FM COCOLO
  - 「BUCK-TICK 櫻井敦司とくるみちゃんの部屋」#12：みなさま素敵なクリスマスを！｜THE MUSIC OF NOTE｜FM COCOLO
  - くるみちゃんのともだち 12月30日放送分｜THE MUSIC OF NOTE｜FM COCOLO
  - 「BUCK-TICK 櫻井敦司とくるみちゃんの部屋」 #13: みなさんご愛聴ありがとうございました。｜THE MUSIC OF NOTE｜FM COCOLO